# Facultad de Derecho de la Universidad de Chile
La Facultad de Derecho de la Universidad de Chile es una de las cinco facultades que conformaron el claustro original de la Universidad de Chile y ha sido históricamente una de las facultades de derecho más influyentes del país. Conocida también como Derecho UChile o la Escuela de Derecho, ha formado a diecisiete presidentes de Chile, además  de numerosos ministros de Estado, parlamentarios, jueces, y un sinnúmero de destacados intelectuales y personajes relevantes en la historia de Chile, entre ellos el héroe naval Arturo Prat.
Fundada en 1842, funcionó en distintos inmuebles de Santiago antes de trasladarse en 1938 a su actual edificio de estilo art decó,inaugurado durante la presidencia de Arturo Alessandri Palma y diseñado por el arquitecto Juan Martínez Gutiérrez.Ubicada en la comuna de Providencia, en la intersección de Pío Nono y avenida Santa María, la Facultad alberga programas de pregrado, postgrado e investigación en derecho. En 2007 se inauguró el Edificio de los Presidentes, obra de Humberto Eliash y Moreno Marsino Arquitectos, que alberga salas de clase, un auditorio, casino, gimnasio y estacionamientos.

## Historia

### Antecedentes (1747-1842)
Previo a la fundación de la Universidad de Chile, los estudios de derecho en Chile se realizaban en la Real Universidad de San Felipe, cuya fundación fue dispuesta en 1738 por el rey Felipe V de España. En dicho centro de estudios, que fue establecido en 1747 y que comenzó a impartir clases en 1758, se replicaron las cátedras impartidas en las principales universidades de la América colonial, como lo eran la de San Marcos de Lima o la Real y Pontificia de México. Una de ellas fue la Facultad de Sagrados Cánones y Leyes, que centraba sus estudios en el ius commune, es decir, textos de derecho romano de la recopilación de Justiniano, y de derecho canónico como las Decretales de Gregorio IX. Los grados otorgados eran los de bachiller, licenciado y doctor.
Por iniciativa de Ambrosio Zerdán y Pontero surgió, en abril de 1778, la Real Academia Carolina de Leyes y Práctica Forense, dependiente de la Real Audiencia de Santiago, que otorgaba el título de abogado a los bachilleres en leyes, después de efectuar una práctica forense. Sin embargo, la llegada del proceso independentista a Chile en 1810 provocaría un cuestionamiento de las instituciones coloniales, por lo que cuatro años más tarde la Academia fue clausurada.
El papel educativo de la Universidad de San Felipe quedó mermado con la apertura del Instituto Nacional el 27 de julio de 1813, que fue cerrado durante la Reconquista española y reabierto en 1819. La Universidad, despojada de su título de "Real", se limitó a entregar el grado de bachiller, mientras que su plan de estudios se reformó para dar origen a dos cursos, uno de "derecho natural, derecho de gentes, y economía política", y otro de "leyes patrias, derecho canónico y práctica forense". Paralelo a ello, instituciones de breve duración como el Liceo de Chile, fundado por José Joaquín de Mora, y el Colegio de Santiago, en el que participó Andrés Bello, impartieron cursos de derecho.
En 1828 reabrió la Academia de Leyes y Práctica Forense y en 1832 se reorganizó el plan de estudios del Instituto Nacional, reinstalando los estudios de derecho romano y añadiendo el curso de Legislación Universal, que Bello desarrolló en el Colegio de Santiago.

### Fundación

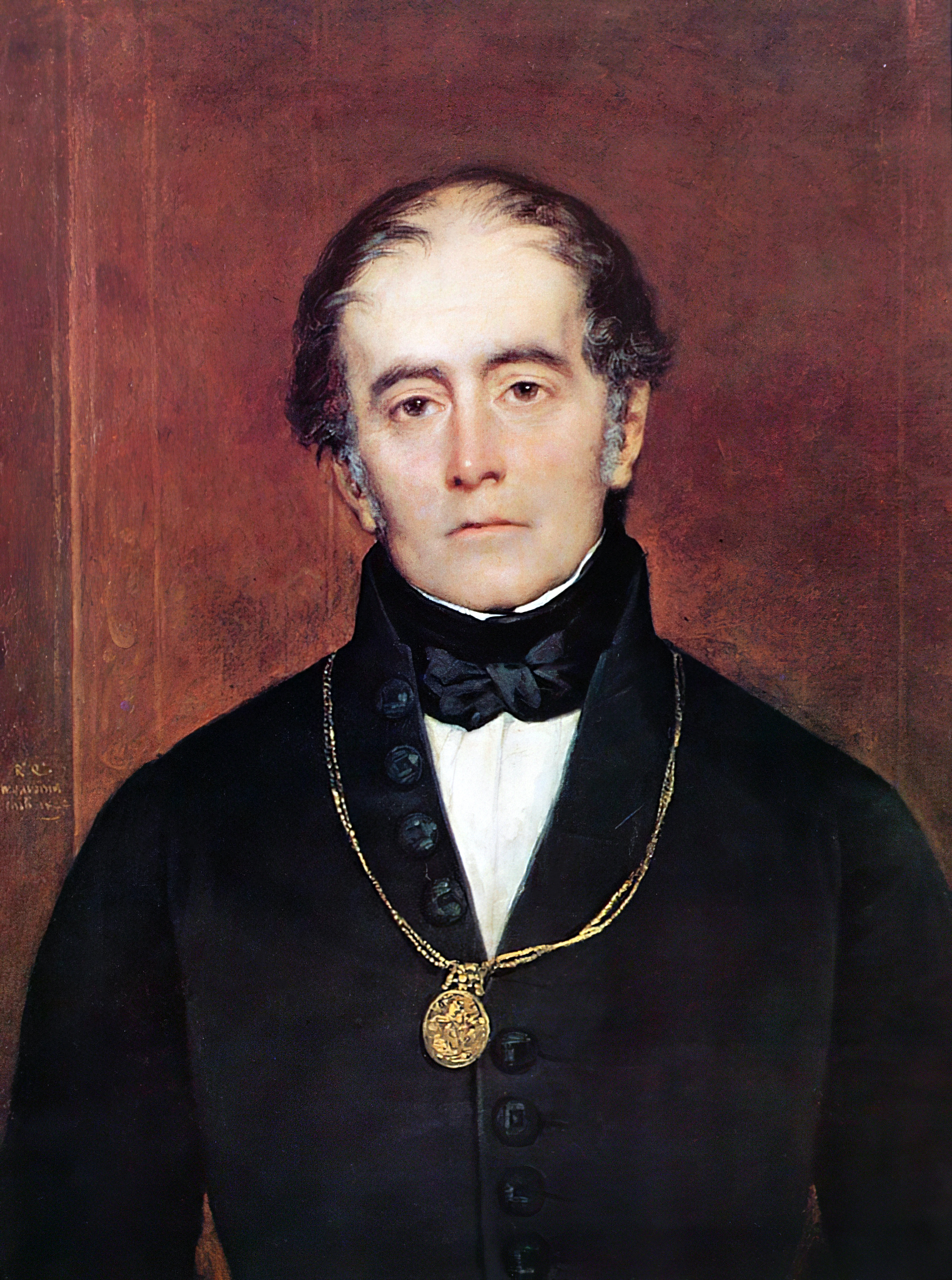
Andrés Bello (1781-1865), primer rector de la Universidad de Chile y destacado jurista venezolano.

La Universidad de San Felipe de la República de Chile, como se renombró en 1829, venía en franca decadencia desde la década de 1810, y finalmente fue clausurada en 1839, durante el gobierno de José Joaquín Prieto, para ser reemplazada por la Universidad de Chile. El 19 de noviembre de 1842 se promulgó una ley, cuyo proyecto original fue redactado por Andrés Bello, que dispuso el establecimiento de esta casa de estudios, compuesta de cinco facultades, entre las que se encontraba la de Leyes y Ciencias Políticas. La universidad creada era académica, no docente, pues otorgaba los grados académicos a quienes aprobaban los cursos superiores dictados, principalmente, en el Instituto Nacional.
El 28 de junio de 1843 se designaron los primeros académicos de la Universidad por decreto supremo, entre los que estaba Mariano Egaña, redactor de la Constitución de 1833, quien se convertiría en el primer decano de la facultad el 21 de julio del mismo año, desempeñando ese cargo hasta su muerte en 1846. Andrés Bello, primer rector, definió las metas de la naciente facultad de leyes y ciencias políticas en el famoso discurso de inauguración de la Universidad de Chile en 1843:

A la facultad de leyes y ciencias políticas se abre un campo, el más vasto, el más susceptible y de aplicaciones útiles. Lo habéis oído: la utilidad práctica, los resultados positivos, las mejoras sociales, es lo que principalmente espera de la Universidad el gobierno; es lo que principalmente debe recomendar sus trabajos a la patria. Herederos de la legislación del pueblo rey, tenemos que purgarla de las manchas que contrajo bajo el influjo maléfico del despotismo; tenemos que despejar las incoherencias que deslustran una obra a que han contribuido tantos siglos, tantos intereses alternativamente dominantes, tantas inspiraciones contradictorias. Tenemos que acomodarla, que restituirla a las instituciones republicanas. ¿Y qué objeto más importante o más grandioso que la formación, el perfeccionamiento de nuestras leyes orgánicas, la recta y pronta administración de justicia, de seguridad de nuestros derechos, la fe de las transacciones comerciales, la paz del hogar doméstico?
Andrés Bello, Discurso de instalación de la Universidad de Chile, 17 de septiembre de 1843.

Aunque ya en 1813 se había designado como color oficial de los estudiantes de la carrera el verde, treinta años más tarde se dictó un reglamento que regulaba la indumentaria académica para decanos y secretarios, estableciéndose dicho color para la Facultad de Leyes. En 1874 se representó a la facultad en el blasón de la Universidad con una balanza sujeta por una espada en un fondo sinople (verde).

### Delegación Universitaria, cambios curriculares y codificación (1844-1879)

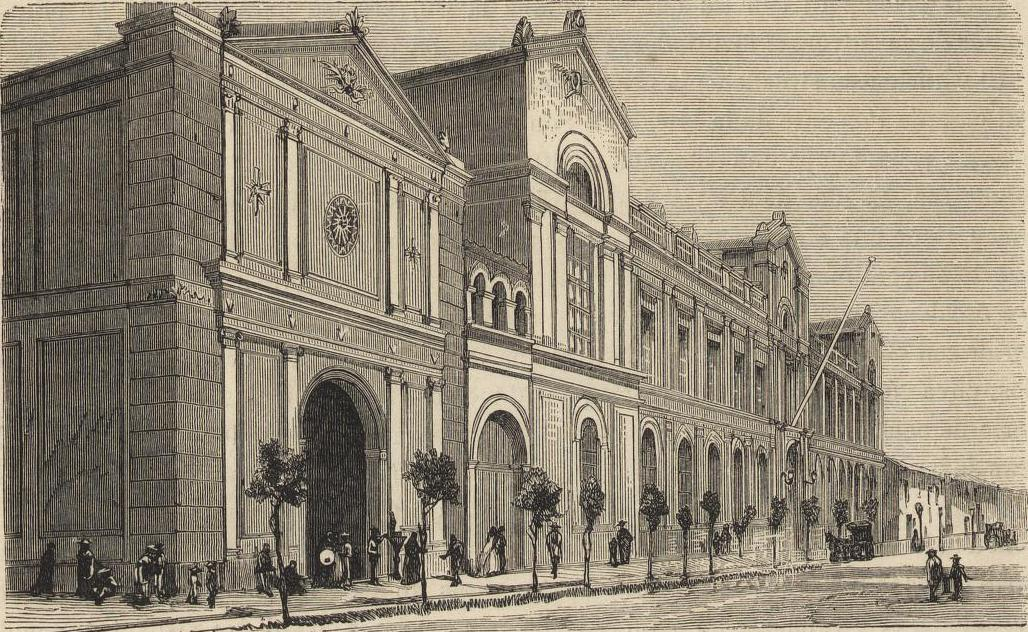
Casa Central de la Universidad, sede de la facultad desde fines del hasta 1938.

En 1847 se estableció una nueva organización para los estudios universitarios en Chile, puesta en práctica en 1852, por la cual se dispuso la división del Instituto Nacional en dos secciones: una destinada a la instrucción secundaria y la otra a la universitaria. Esta última quedó sujeta directamente al rector y al Consejo de la Universidad de Chile, bajo la autoridad de un delegado universitario.
La Facultad de Leyes y Ciencias Políticas trasladó sus instalaciones en 1850 desde el edificio de las calles Bandera con Compañía, donde funcionaba desde 1819, al edificio del Instituto Nacional, ubicado en la Alameda. Años más tarde, se instaló en la Casa Central, construida entre 1863 y 1872.
El currículo fue bastante cuestionado por estar orientado hacia la práctica profesional, en desmedro de ramas de las Ciencias del Derecho como la Filosofía e Historia del Derecho. El decano Juan Francisco Meneses, quien asumió su cargo en 1846, vino a reforzar el positivismo imperante con reformas que eliminaban las cátedras de Legislación Universal y Economía política. Entre los críticos de este sistema estuvieron Rafael Fernández Concha, José Victorino Lastarria, y el propio rector Andrés Bello, como lo refleja un discurso de 1853:

El plan de estudios legales, según el programa de la Universidad, tiene por objeto no solo proveer al país de hábiles jurisconsultos, sino de hombres capaces de desempeñar las altas funciones de la administración y de la legislatura, y de dirigir la opinión pública. No solo las ciencias estrictamente legales, sino las políticas y sociales son resortes de la sección universitaria, a que en nuestra ley se ha dado el título de Facultad de Leyes y Ciencias Políticas.
Andrés Bello, 1853.

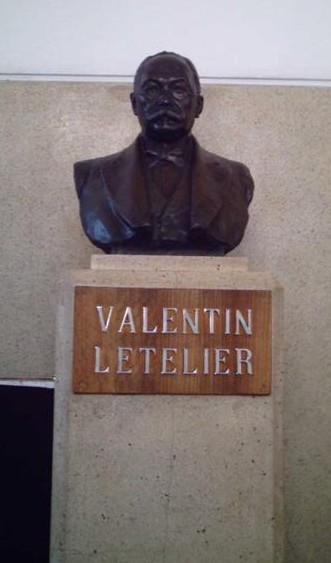
Busto de Valentín Letelier, rector de la Universidad y profesor de la Facultad.

En 1848, el Consejo de Instrucción Pública estableció el orden que debía seguirse en los estudios, que ahora contaban con cinco ramos, distribuidos en cuatro años. Al suprimirse la Academia de Práctica Forense en 1851, se creó el curso respectivo, de dos años de duración.
Las reformas al plan de estudios de 1853 y 1859 fueron un consenso, donde se estableció que la carrera tendría una duración de seis años, con cátedras de derecho romano, derecho natural, literatura, derecho de gentes, derecho civil (a cargo de Enrique Cood), derecho canónico, derecho comercial, derecho público administrativo, economía política (a cargo de Jean Gustave Courcelle-Seneuil), procedimiento civil, código de minería, procedimiento criminal y derecho penal. En 1863 el plan de estudios fue reducido a cinco años.
El movimiento codificador, que surgió en Chile desde mediados del siglo XIX, impulsó a nuevos cambios dentro de la carrera: en 1856 fue promulgado el Código Civil, redactado por Bello, lo que obligó a la facultad a suprimir el estudio del derecho español y a reemplazarlo por el Código, lo que se oficializó al año siguiente por decreto del 20 de marzo. En 1875 se promulgaron los códigos Penal y de Minería, por lo que también se reformularon las cátedras de derecho penal y ordenanza de minas. Asimismo ocurrió con los demás cuerpos legales aprobados posteriormente.

### Desarrollo del papel docente de la Facultad (1879-1920)
La Ley de Instrucción Secundaria y Superior, promulgada en 1879, devolvió el papel de formador permanente del alumnado a la Universidad de Chile. Para ese año la Facultad de Leyes tenía 319 matriculados, es decir, concentraba casi el 45 % de los estudiantes de la Chile, cifra que fue en aumento: en 1908 contaba con 466 estudiantes de Derecho y diez años más tarde alcanzaba ya los 821 alumnos.
A fines del siglo XIX, la facultad vio egresar a las primeras mujeres que obtendrían el título de abogado, en conformidad al Decreto Amunátegui de 1877; ellas fueron Matilde Throup y Matilde Brandau, tituladas en 1892 y 1898, respectivamente.
Los estudios de derecho sufrieron una sustancial reforma en 1902, año en que se cambió el enfoque exegético por un método sistemático o científico. Las cátedras originales de la carrera, derecho romano y cánones, fueron parte de estas reformas; mientras la primera cambió su enfoque de estudio desde lo legal a lo histórico, la segunda fue simplemente suprimida; sin embargo, algunos profesores consideran que, en realidad, la cátedra de cánones fue simplemente transformada en el curso de Historia General del Derecho. Más tarde surgieron los primeros seminarios; en 1917 se creó el de ciencias económicas, y en 1919 los de derecho público y privado.

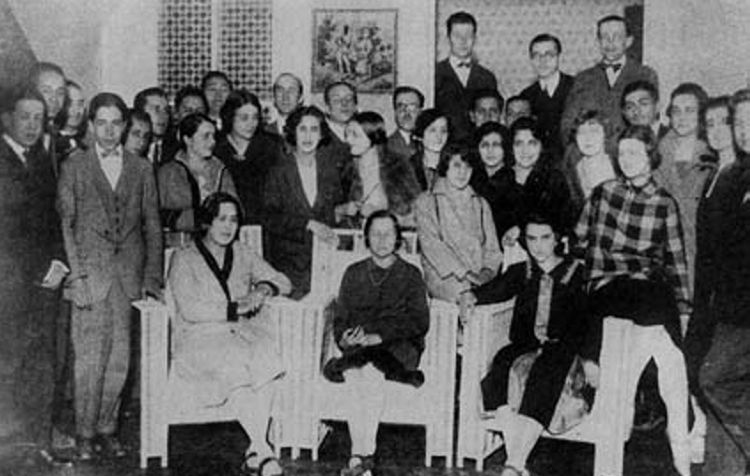
Alumnos de la carrera en 1926; sentada al centro, la activista Elena Caffarena.

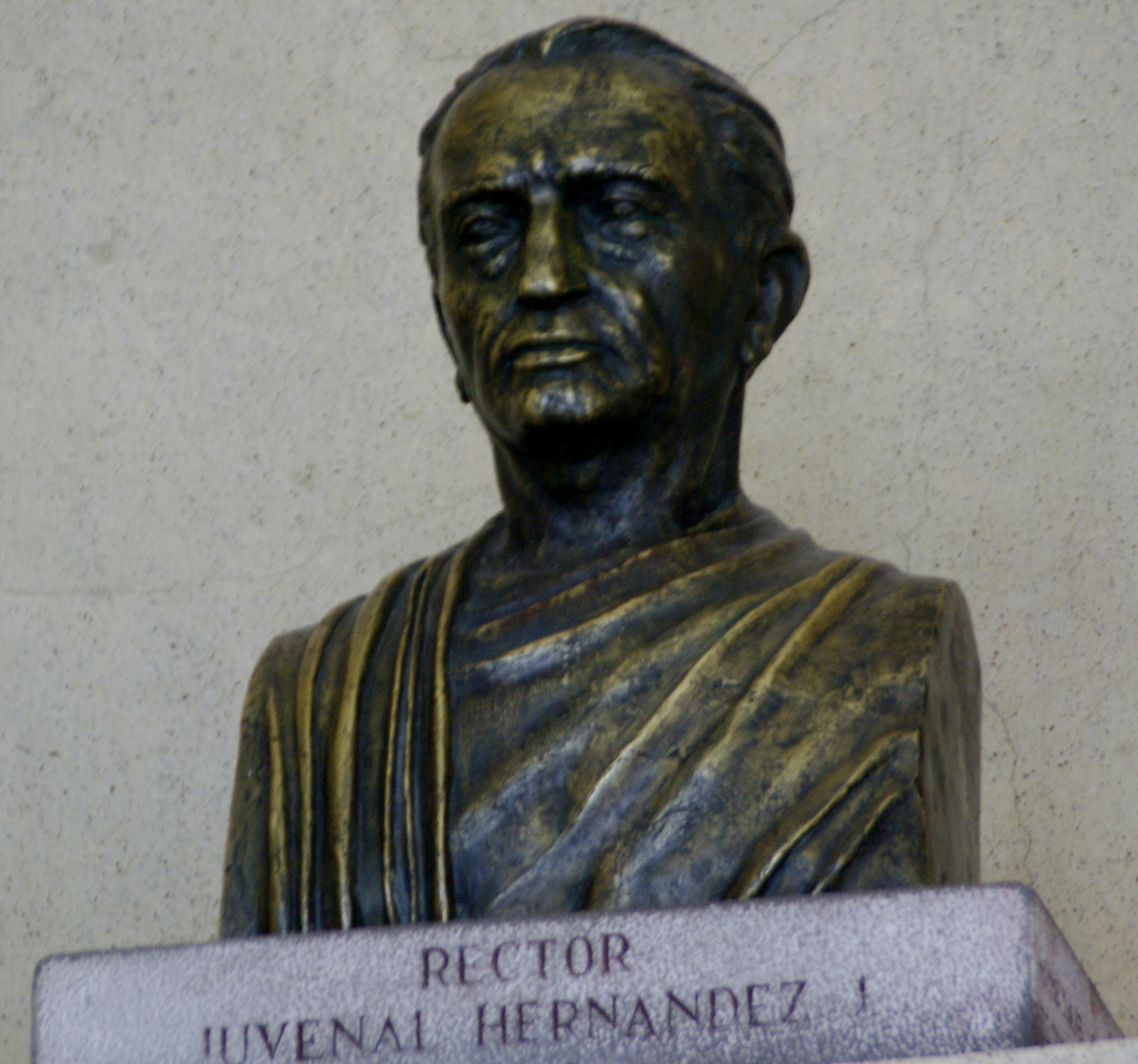
Busto de Juvenal Hernández Jaque, decano y rector, obra del escultor Raúl Vargas.

### Años de convulsión y rectorado de Juvenal Hernández Jaque (1920-1953)
La década de 1920 estuvo marcada por el surgimiento de movimientos sociales estudiantiles, amparados por la Federación de Estudiantes de la Universidad de Chile (FECh) —creada en 1906—, como los de defensa de la igualdad de los derechos de la mujer, propiciados por la activista Elena Caffarena, y otros movimientos dirigidos a las clases sociales trabajadoras, como la Universidad Popular Lastarria, que legó a la facultad las Clínicas Jurídicas. En la década siguiente la visión crítica de los estudiantes de la facultad se vio reflejada en la revista de vanguardia literaria y política Mástil (cuyo primer número apareció en 1929), en la que escribirían figuras como Oreste Plath y Mariano Latorre, y en el grupo universitario Avance, que reunió a los simpatizantes de la izquierda.
Juvenal Hernández Jaque asumió en 1931 el cargo de decano de la Facultad de Ciencias Jurídicas y Sociales —nombre que se le había otorgado a la facultad en el estatuto orgánico del 29 de agosto de 1927—, pero renunció el 2 de julio del año siguiente para volver al puesto rápidamente, en agosto. Finalmente, dimitió de forma definitiva en 1933 al ser elegido rector interino para suplir la vacante dejada por Pedro Godoy Perrín; más tarde fue ratificado por el claustro de la Universidad.
Las condiciones en que funcionaba la Facultad al inicio del rectorado de Hernández no eran las mejores; en 1934, el decano Arturo Alessandri Rodríguez comenzó a gestionar una nueva ubicación para la Escuela de Derecho, con cuyo fin eligió un terreno ubicado a un costado del río Mapocho, en la actual intersección de las calles Pío Nono con Santa María. El edificio —diseñado por el arquitecto Juan Martínez Gutiérrez, cuya obra se caracteriza por construcciones Art déco y monumentalista, lo que también puede apreciarse en otros de los edificios que diseñó como Escuela Militar de Santiago, el Templo Votivo de Maipú y la Facultad de Medicina de la misma casa de estudios— es considerado una de las obras arquitectónicas más importantes en Chile durante la primera mitad del siglo XX:

La fachada curva, más que nota sobresaliente del edificio, es elemento de alta significación en el rostro de la ciudad. Su volumen total, visto como escultura arquitectónica, adorna la metrópolis... La Escuela de Derecho tiene los méritos de un monumento nacional.
Guillermo Ulriksen, arquitecto.

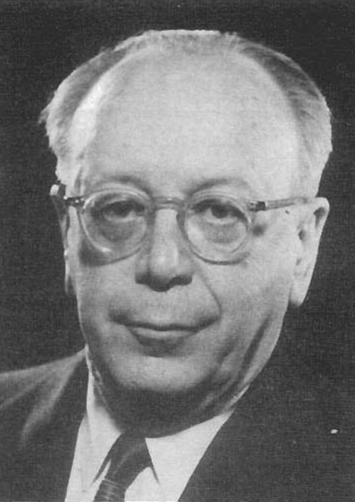
Arturo Alessandri Rodríguez, decano desde 1933 a 1943.

Los estudios de Derecho también sufrieron modificaciones con el Reglamento de 1934, donde se ampliaron los seminarios a cinco, añadiendo a los tres existentes (ciencias económicas, derecho público y privado) los de "derecho comercial e industrial" y "derecho penal y medicina legal". Ese mismo año comenzó a funcionar el Instituto de Ciencias Penales.

En 1934 en la Facultad se consolida un plan de estudios rígido que se prolongaría hasta el año 1966 para ser luego reimplantado el año 1975. Dicha reforma impulso un exacerbado rigor positivista en la enseñanza jurídica, unido a un plan de estudios rígido y carente de especialización bajo métodos de enseñanza expositivos que exigían un gran esfuerzo memorístico por parte de los alumnos paralelos a la ausencia de programas de investigación
Gonzalo Figueroa Yáñez, 1976

La Editorial Jurídica de Chile se fundó en 1945 en sociedad de la facultad con la Biblioteca del Congreso Nacional de Chile. Dos años más tarde la Editorial tendría personalidad jurídica mediante la Ley N.º 8737; ese mismo año de 1947 se aprobó un nuevo reglamento que, entre otras cosas, instauró un mecanismo de control de matrícula, dio un carácter más práctico a la carrera, y creó carreras cortas de tres años para quienes no deseaban el título de abogado.

### Rectorado de Gómez Millas, la sede Valparaíso y amagos de reforma (1953-1973)
Juan Gómez Millas, profesor de ciencias sociales, fue elegido rector en 1953, dando paso a un período de grandes avances para la Universidad de Chile, ya que inició su expansión a otras regiones del país, materializándose en la creación de los Colegios Regionales y en el establecimiento de la sede Valparaíso.
Esta expansión permitió hermanar la Escuela de Derecho de Santiago con su homónima de Valparaíso, que data de 1911, cuando se instaló allí el Curso Fiscal de Leyes. Durante el período en que fue administrada por la Universidad de Chile, dicha Escuela tuvo como profesores a intelectuales de la talla de los civilistas Ramón Meza Barros y Victorio Pescio, el procesalista Mario Casarino Viterbo y Carlos León Alvarado. En 1972 recibió el nombre oficial de Facultad de Derecho y Ciencias Sociales de la Universidad de Chile (sede Valparaíso). Además de estas, la facultad tuvo a cargo otras dos carreras: Servicio Social (impartida también en ambas ciudades) y Ciencias Políticas y Administrativas.
Mientras tanto, la Escuela de Derecho ubicada en Santiago enfrentaba asimismo con el rectorado de Gómez Millas nuevos desafíos planteados por la creación de instituciones como el Instituto de Ciencias Políticas y Administrativas (1954), los centros de investigaciones Criminológicas (1957) y Documentales (1958), así como el Centro de Estudios de Derecho Americano Comparado (1962). La facultad estuvo presente también en seminarios internacionales, como en el VIII Congreso de la Asociación Internacional de Derecho Penal, celebrado en Lisboa en 1961, que contó con la participación de los profesores Arturo Alessandri Rodríguez y Eduardo Novoa Monreal, además de Antonio Bascuñán Valdés, quien por ese entonces era ayudante.

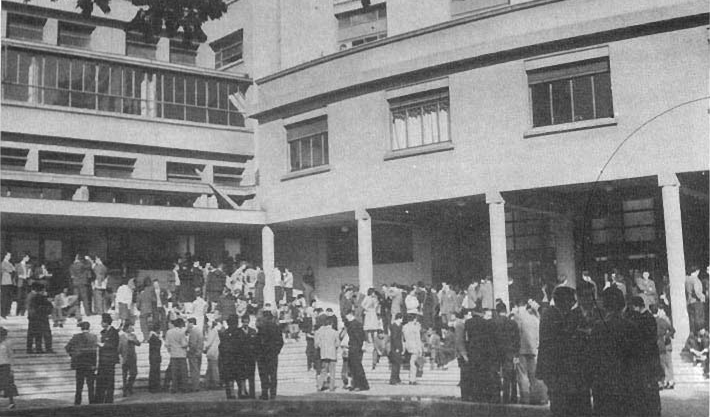
Escuela de Santiago.

En 1963 terminó el fecundo rectorado de Juan Gómez Millas y desde 1967 se comenzó a gestar la Reforma universitaria en todo el país. La Facultad de Ciencias Jurídicas no quedó afuera de este proceso, y en 1968 se realizó un plebiscito para aprobar la continuidad como decano del profesor Eugenio Velasco Letelier (que había asumido en 1965), en el que participaron docentes, sus colaboradores y los alumnos con derecho a voto, cuyo resultado fue favorable a este.
El 20 de octubre de 1971, el edificio de facultad fue tomado en respuesta a una decisión del Consejo Superior Normativo de la Universidad que planteó la fusión de la Escuela de Derecho con otras facultades bajo el nombre de Facultad de Ciencias Jurídicas, Económicas y Sociales. La movilización fue apoyada por profesores contrarios al gobierno de la Unidad Popular del socialista Salvador Allende.

En este momento aparece una aberración: suprimir la Facultad de Derecho, que como tal existe en casi todos los países del mundo, sean socialistas o capitalistas. Desde luego las hay en Moscú, Pekín y La Habana. En toda universidad de cierta categoría hay una Facultad de ese carácter.
Secretario de Estudios de la Carrera de Abogado, 1971.

La toma adquirió un carácter violento debido a la intervención del grupo paramilitar nacionalista Patria y Libertad, e incidentes como el ocurrido el 26 de noviembre, cuando unos estudiantes atacaron el automóvil que trasladaba al ministro del Interior de la época, José Tohá. A fines de 1971, Velasco jubiló, y al año siguiente asumió en su reemplazo Máximo Pacheco Gómez, militante democratacristiano y excolaborador del gobierno de Eduardo Frei Montalva.

### Crisis durante la dictadura militar (1973-1990)
El golpe de Estado del 11 de septiembre de 1973 contra el gobierno socialista de Salvador Allende, marcó el comienzo del dictadura militar dirigido por una Junta, que estaba encabezada por el general Augusto Pinochet. Todo el aparato administrativo de la Universidad fue intervenido, lo que incluyó la persecución a alumnos, siendo emblemáticos los casos de Patricio Munita, ejecutado en diciembre de 1973, y los desaparecidos Ismael Chávez y Cecilia Castro Salvadores. A fines de 1973 se realizó un sumario, dirigido por Miguel Otero Lathrop, a diversos profesores y alumnos por sus ideas políticas, incluyendo al presidente del Centro de Estudiantes de Derecho de la época, Álvaro Varela, quien fue expulsado de la Universidad por su militancia en el MAPU.

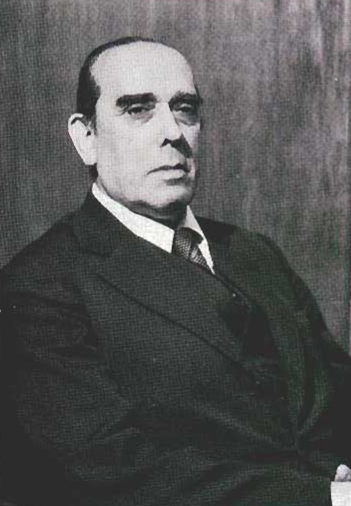
Hugo Rosende Subiabre, decano designado (1976-1983)

En 1974 asumió el decanato Antonio Bascuñán Valdés, quien intentó impulsar reformas como la estructura departamental, currículum flexible, sistema semestral de estudios, sistema de créditos, entre otras, que no llegaron a materializarse debido a la llegada de una nueva administración dos años más tarde, encabezada por Hugo Rosende Subiabre. Este implantó la represión y se encargó de despedir a varios profesores, entre ellos Francisco Cumplido y Máximo Pacheco Gómez, ya que su política planteaba que tanto los simpatizantes de la antigua Unidad Popular como los democratacristianos debían salir de la Facultad. Rosende era partidario de provocar la contrarreforma consistente en la eliminación del estudio de las Ciencias Sociales, por lo que la malla curricular fue dirigida hacia un positivismo jurídico rígido como el implantado en 1934, cambios que se reflejaron en el nuevo nombre de Facultad de Derecho, que conserva hasta hoy.
A pesar de ello, la Facultad continuó siendo un espacio de debate dentro de los rígidos marcos establecidos mediante charlas sobre derecho público e internacional público y a través de la participación en seminarios, como en el de Anteproyecto de Reforma Constitucional. En 1981 el DFL N.º 1 creó las universidades regionales a partir de las sedes de la Universidad de Chile y de la Técnica del Estado, por lo que la Escuela de Derecho de Valparaíso se desligó de la Facultad de Santiago y pasó a formar parte de la naciente Universidad de Valparaíso. El decanato de Rosende terminó en 1983 —cuando fue sucedido por Avelino León Hurtado— y al año siguiente fue nombrado ministro de Justicia de Pinochet. Posteriormente se sucedieron al frente de la Facultad los profesores Rafael Eyzaguirre Echeverría (1984) y Mario Mosquera (1986).

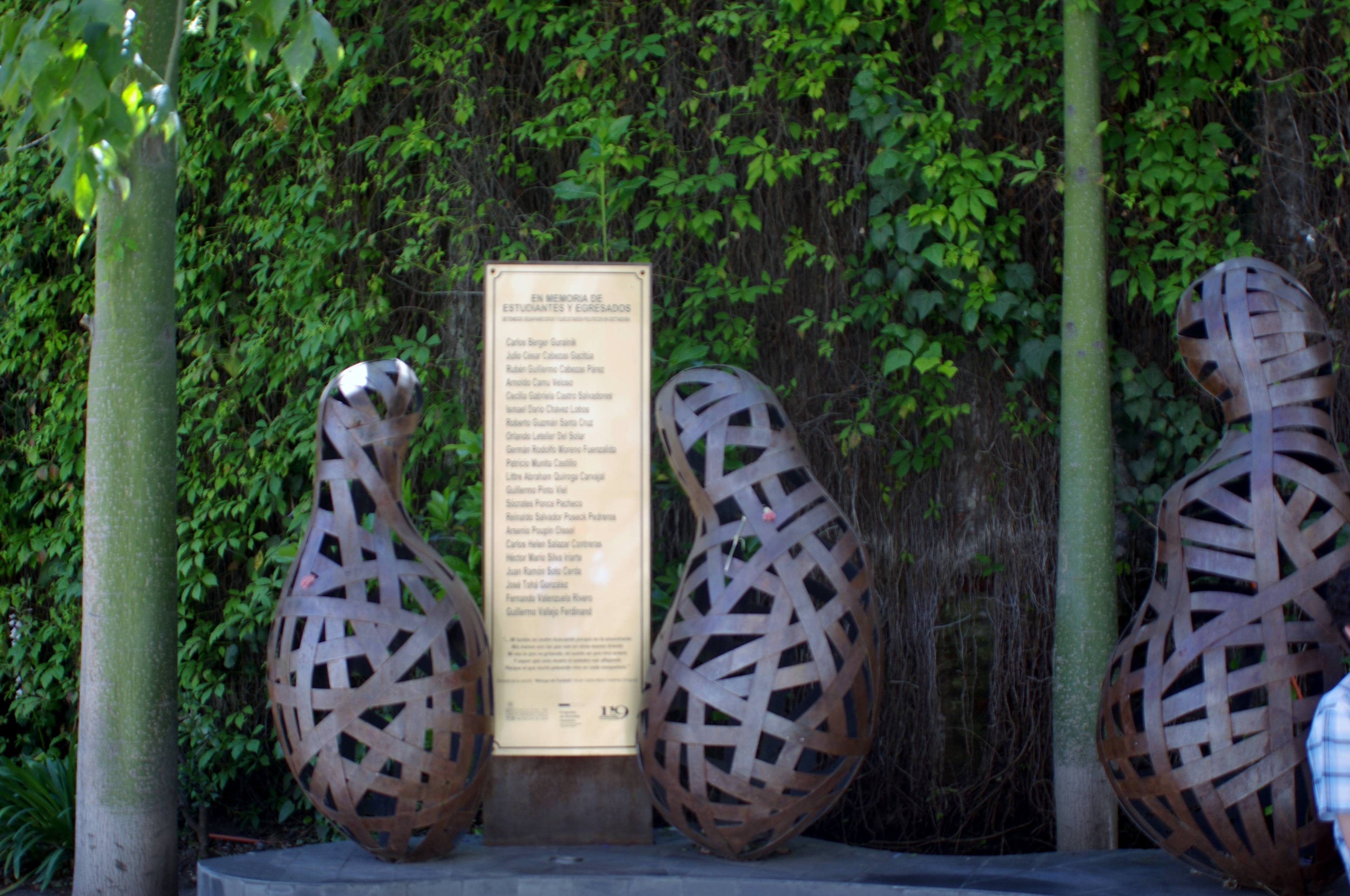
Memorial a estudiantes y egresados víctimas de la dictadura militar

En 1987 estalló el descontento de los estudiantes con el rector designado de la Universidad, José Luis Federici, que se manifestó en un paro general al cual adhirieron los estudiantes de la facultad. Federici respondió en duros términos a la negativa de los alumnos de volver a clases, destituyendo a inicios de octubre de ese año al decano Mosquera y nombrando como subrogante a Jorge Hübner, quien era un reconocido pinochetista. Los estudiantes rechazaron a Hübner desalojando y rayando su oficina. El 29 de octubre Pinochet destituyó a Federici, y designó a Juan de Dios Vial Larraín como rector. Posteriormente, asumió como decano Juan Colombo Campbell.

### Décadas de movilizaciones estudiantiles (1990-presente)
En 1990 asumió como decano por segunda vez Mario Mosquera, quien fue reelegido cuatro años más tarde; sin embargo no alcanzó a completar su segundo período pues renunció el 1 de abril de 1997, dejando como decano subrogante al civilista Francisco Merino Scheihing. Se propuso entonces, como nuevo decano, al profesor Pablo Rodríguez Grez, que había sido líder del movimiento nacionalista Patria y Libertad (combatió contra la Unidad Popular) y colaborado con el general Augusto Pinochet. Sin embargo, un grupo de alumnos de centroizquierda se opuso a ello el 22 de abril de 1997, organizándose en un movimiento dirigido por el presidente del Centro de Estudiantes, el socialista Claudio Márquez que condujo a la toma de la facultad, la cual duró una semana entera; a dos días de producirse, Rodríguez renunció tanto a su candidatura a decano como a la Universidad. Junto con la salida de Rodríguez, los estudiantes exigieron una reforma integral de los planes y programas de estudios, que databan de 1934 y cuya modificación fue interrumpida por la contrarreforma impuesta por Hugo Rosende Subiabre. Junto con Rodríguez dejaron la Universidad de Chile varios otros profesores del ala más conservadora, como Rubén Oyarzún, Rubén Celis, Eduardo Soto Kloss, Ramiro Mendoza Zúñiga, Ángela Cattan, Beltrán Sáez, Gustavo Cuevas Farren, César Parada, quienes, en su mayoría, emigraron a universidades privadas.
Tras un tiempo de inestabilidad en la conducción de la facultad, en 1998 asumió nuevamente el decanato Antonio Bascuñán Valdés, en cuyo período se inició el proceso que llevaría a la reforma de los planes y programas, encargada a la llamada Comisión Maturana, por haber sido dirigida por el procesalista Cristián Maturana. Dicha comisión presentó un informe en donde se propuso la semestralización de la carrera, la escrituración de los exámenes finales y la flexibilización de la malla curricular, incluyendo la polémica eliminación de la obligatoriedad del curso de derecho romano, cambios que fueron introducidos en 2002. Ese mismo año hubo una toma de la Escuela alentada por la crisis que vivía el área de Bienestar Estudiantil a nivel de los Servicios Centrales de la Universidad, que implicó un alto costo entre el profesorado para el decano Bascuñán, lo que fue un factor para que perdiera, por estrecho margen, la reelección frente a Roberto Nahum.

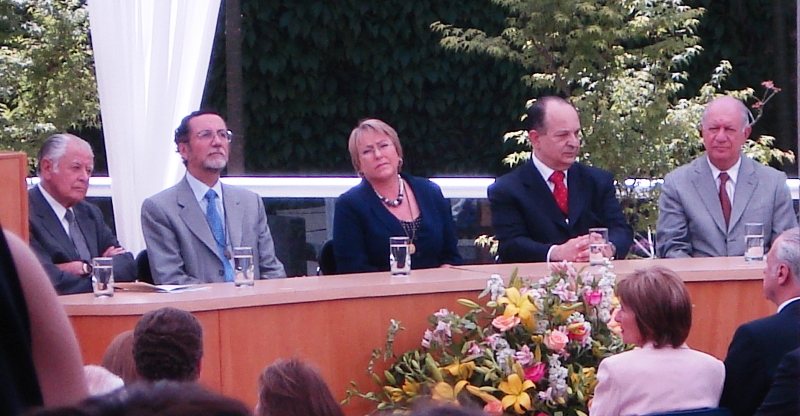
Ceremonia de inauguración del Edificio de los Presidentes en 2007.

El 2007 se inauguró un nuevo edificio en el ala norte de la facultad, llamado Edificio de los Presidentes (bautizado como Torre Nahum), que alberga salas para pregrado y postgrado, un casino y estacionamientos. El 29 de abril de 2009 se generó un nuevo conflicto estudiantil encabezado por el Centro de Estudiantes (CED), en ese entonces presidido por Gabriel Boric, en medio de acusaciones de plagio al decano Nahum y demandas de reforma que incluían la regularización del claustro académico, la implementación de los nuevos estatutos de la Universidad de Chile de modo de fomentar la democracia interna y la elaboración participativa de un Plan de Desarrollo Institucional (PDI) para la facultad. Ese día, tras la realización de un referéndum estudiantil que apoyó el petitorio del CED, un grupo de estudiantes tomó la facultad, acción que duró seis semanas hasta la renuncia de Nahum el 17 de junio. El 9 de junio se nombró al penalista Luis Ortiz Quiroga como nuevo vicedecano, asumiendo más tarde como decano subrogante.
Al año siguiente, Nahum volvió a repostularse como decano, venciendo a la jurista Cecilia Medina en la elección del 10 de junio con un 58 % de las preferencias. En 2012 la Facultad inauguró nuevas dependencias destinadas a la Escuela de Postgrado y Clínicas Jurídicas, ubicadas en avenida Santa María 076.

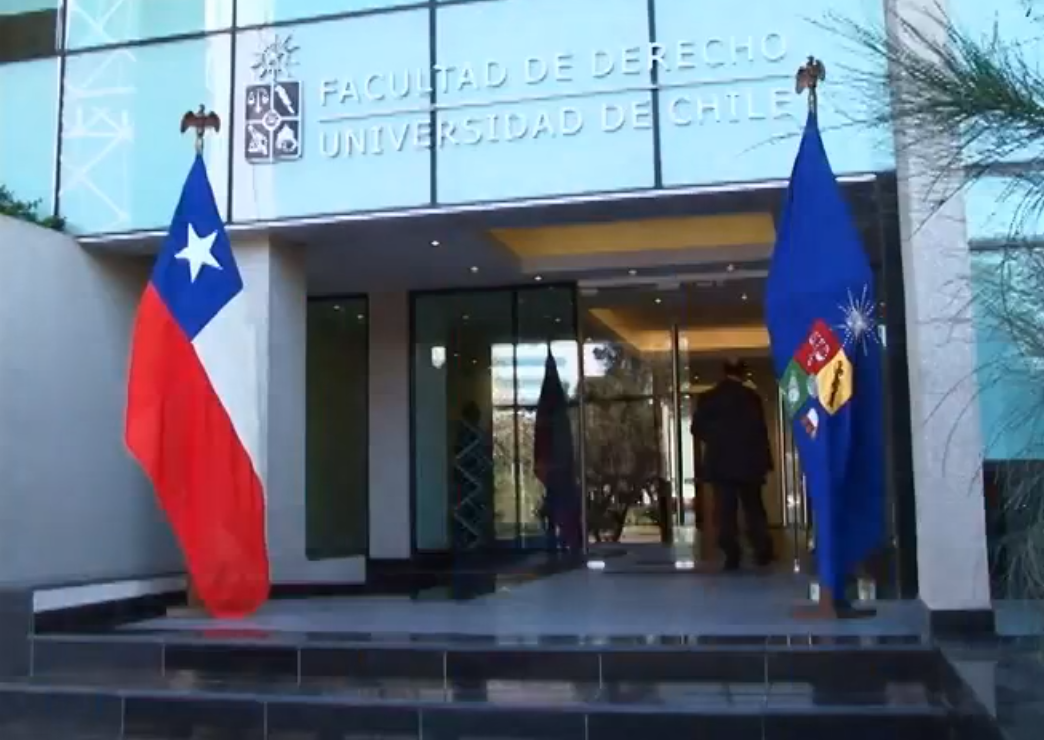
Edificio de las Clínicas Jurídicas y Posgrado.

A mediados del 2014, Nahum intentó postularse por tercera vez consecutiva, pero profesores y alumnos denunciaron esa maniobra ante la Junta Electoral Central de la Universidad de Chile, que impugnó dicha candidatura por cinco votos contra uno en primera instancia y por cuatro contra dos en el recurso de revisión. Nahum alegó una interrupción de su período cuando se produjo la toma del 2009, pero sus argumentos fueron rechazados ya que el inciso quinto del artículo 36 del Estatuto Orgánico de la Universidad de Chile prohíbe a todo profesor titular repostularse por más de dos períodos consecutivos sin importar si hubo interrupción o no. Luego de sus dos reveses, Nahum intentó interponer recursos similares en el Tribunal Electoral Regional Metropolitano (TER)y el Constitucional sin éxito (si bien el TER acogió el recurso, el Constitucional le dio la razón a la Universidad), lo que impidió definitivamente su participación en las elecciones y pavimentó el camino al triunfo del profesor Davor Harasic al año siguiente de ocurridos los hechos.
A fines de 2014 se inauguró un memorial a estudiantes y egresados de la Facultad víctimas del régimen de Pinochet. Ubicado en el patio, consta de dos figuras y una placa que contiene la lista alfabética de 21 personas: Carlos Berger Guralnik, Julio César Cabezas Gacitúa, Rubén Guillermo Cabezas Pérez, Arnoldo Camu Veloso, Cecilia Gabriela Castro Salvadores, Ismael Darío Chávez Lobos, Roberto Guzmán Santa Cruz, Orlando Letelier del Solar, Germán Rodolfo Moreno Fuenzalida, Patricio Munita Castillo, Guillermo Pinto Viel, Sócrates Ponce Pacheco, Reinaldo Salvador Poseck Pedreros, Arsenio Poupin Oissel, Littré Abraham Quiroga Carvajal, Carlos Helen Salazar Contreras, Héctor Mario Silva Iriarte, Juan Ramón Soto Cerda, José Tohá González, Fernando Valenzuela Rivero y Guillermo Vallejos Ferdinand.
En 2015 se produjo otra toma motivada por la expulsión de 31 alumnos, asunto que se solucionó inmediatamente, no así el tema del reintegro de quienes eran auxiliares de aseo. Al año siguiente, el 27 de abril, estalló un otro conflicto provocado nuevamente por expulsiones arbitrarias y la asamblea estudiantil aprobó por un 55,5 % de los votos válidamente emitidos la toma del inmueble, que fue revalidada con un 60,38 % el día 28, con un 62,25 % el 3 de mayo y con un 56,38 % el 6 del mismo mes.
El edificio principal de la facultad fue declarado monumento nacional en marzo de 2014.

## Administración
Según los estatutos de la Universidad de Chile, la máxima autoridad dentro de la Facultad es el decano —debe ser un profesor titular y dura en su cargo cuatro años, pudiendo ser reelegido por un segundo período consecutivo—, que tiene como funciones "la dirección de esta, dentro de las políticas universitarias que al efecto determinen los órganos superiores ya señalados".
Existe también un Consejo de Facultad, al cual "le corresponderá definir las políticas de desarrollo académico e institucional en el contexto de los lineamientos y estrategias emanados del Senado Universitario". Está conformado por el decano, quien lo preside, además de los directores de los departamentos, escuelas, institutos y centros, así como por otros académicos designados.

### Lista de decanos
No existe una lista oficial de los decanos que han dirigido esta Facultad. Por lo tanto, el siguiente listado, construido con base en los Anales de la Facultad y a otros datos disponibles, puede tener imperfecciones u omisiones, sobre todo con respecto a decanos interinos o subrogantes.

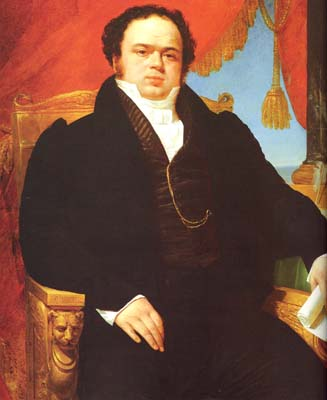
Mariano Egaña, primer decano, 1843-1846

| - Mariano Egaña Fabres (1843-1846) - Juan Francisco Meneses (1846-1860) - José Gabriel Palma (1860-1863) - Manuel Camilo Vial (1863-1869) - Gabriel Ocampo (1869-1882) - Cosme Campillo Ibáñez (1882-1884) - José Clemente Fabres (1884-1888) - José María Barceló Carvallo (1888-1894) - Miguel Antonio Varas (1894-1912) - Leopoldo Urrutia Anguita (1912-1914) - Ruperto Bahamonde Rivera (1914-1924) - Arturo Alessandri Rodríguez (1924-1927) - José Guillermo Guerra (1927) - Juan Antonio Iribarren (1927-1930) - Agustín Vigorena Ramírez (1930-1931) - Juvenal Hernández Jaque (1931-1932) - José Guillermo Guerra (1932) - Juvenal Hernández Jaque (1932-1933) - Arturo Alessandri Rodríguez (1933-1943) - José Raimundo del Río Castillo (1944) - Juan Antonio Iribarren (1944-1945) - Rafael Correa Fuenzalida (1946) - José Raimundo del Río Castillo (1946-¿1951?) | - Darío Benavente Gorroño (¿1951?-1955) - José Raimundo del Río Castillo (1955-1956) - Darío Benavente Gorroño (1957-1965) - Eugenio Velasco Letelier (1965-1971) - Máximo Pacheco Gómez (1972-1974) - Antonio Bascuñán Valdés (1974-1976) - Hugo Rosende Subiabre (1976-1983) - Avelino León Hurtado (1983-1984) - Rafael Eyzaguirre Echeverría (1984-1986) - Mario Mosquera Ruiz (1986-1987) - Jorge Hübner (s) (1987) - Juan Colombo Campbell (1987-1990) - Mario Mosquera Ruiz (1990-1997) - Roberto Nahum Anuch (s) (1997-1998) - Avelino León Steffens (s) (1998) - Antonio Bascuñán Valdés (1998-2002) - Roberto Nahum Anuch (2002-2009) - Luis Ortiz Quiroga (s) (2009-2010) - Roberto Nahum Anuch (2010-2014) - Pierino Perazzo Gagliardo (s) (2014-2015) - Davor Harasic Yaksic (2015-2018) - Claudio Moraga Klenner (s) (2018) - Pablo Ruiz-Tagle Vial (2018-) |

(s): Subrogante.

## Plan de estudios

### Pregrado

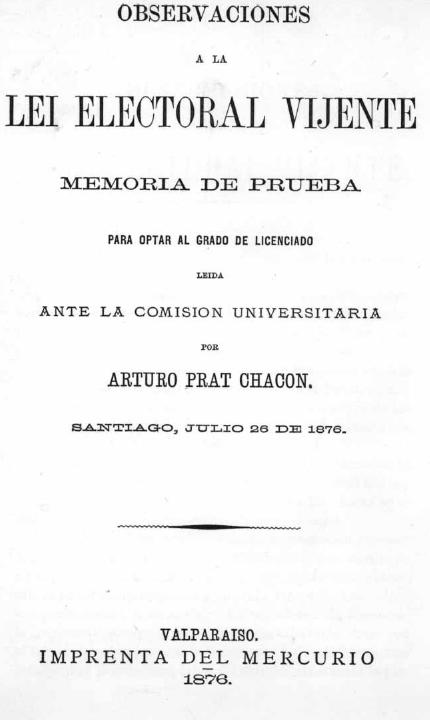
Memoria de título de Arturo Prat, egresado de la Facultad.

La Facultad ofrece un plan de currículo flexible, en el que los alumnos pueden postular a las asignaturas y profesores correspondientes, siempre y cuando se cumpla con las condiciones establecidas por la programación académica. Los diferentes cursos se clasifican en obligatorios, optativos, electivos y libres. Los dos primeros otorgan 6 créditos, mientras que los dos últimos 4. Para tener la calidad de egresado se debe cumplir un máximo total de 358 créditos, que se dividen en 220 para los 38 cursos obligatorios, 24 para 4 cursos optativos, 66 créditos para los cursos electivos, 16 créditos para los 4 cursos libres, 16 créditos por la aprobación de 2 talleres de memoria, y 16 por 2 cursos de clínicas jurídicas. Para ello existe un plazo máximo de ocho años.
Para obtener el grado de licenciado en Ciencias Jurídicas y Sociales se debe completar una memoria de título y rendir un examen de licenciatura, oral y de carácter solemne. Ello permite cumplir con una de las condiciones establecidas en el artículo 535 del Código Orgánico de Tribunales para obtener el título de abogado. Según lo establece el mismo Código, en su artículo 521, este título es otorgado en audiencia pública por la Corte Suprema de Justicia de Chile, una vez aprobada la práctica profesional de seis meses en la Corporación de Asistencia Judicial.
Las diversas asignaturas obligatorias que deben cumplirse en el siguiente listado:
| Departamento                           | Asignaturas obligatorias                                                                          | Departamento                  | Asignaturas obligatorias                                         |
| -------------------------------------- | ------------------------------------------------------------------------------------------------- | ----------------------------- | ---------------------------------------------------------------- |
| Ciencias del Derecho                   | Historia del Derecho (I y II) Introducción al Derecho (I y II) Filosofía moral Profesión jurídica | Derecho Económico             | Microeconomía Macroeconomía Derecho Económico Derecho Tributario |
| Ciencias Penales                       | Derecho Penal (I, II y III)                                                                       | Derecho Procesal              | Derecho Procesal (I, II, III, IV, V)                             |
| Derecho Privado                        | Derecho Civil (I, II, III, IV, V, VI y VII)                                                       | Derecho Comercial             | Derecho Comercial (I, II y III)                                  |
| Derecho Público                        | Derecho Constitucional (I, II y III) Derecho Administrativo Responsabilidad del Estado            | Derecho Internacional         | Derecho Internacional Público Derecho Internacional Privado      |
| Derecho del Trabajo y Seguridad Social | Derecho del trabajo (I y II) Derecho de la seguridad social                                       | Enseñanza Clínica del Derecho | Clínica Jurídica I Optativo de Clínica                           |

Actualmente, se encuentra en discusión un nuevo plan de estudios que, entre otras reformas, restauraría la obligatoriedad de cursar derecho romano, reduciría a dos los cursos de derecho penal y regresaría a la obligatoriedad de que los exámenes finales sean orales y no escritos.[cita requerida]

### Posgrado
La Facultad ofrece diversos programas de posgrado, entre ellos destaca su programa de Doctorado en Derecho, compuesto por dos ciclos, uno habilitante y uno doctoral, que incluye cursos, seminarios, tutorías, un examen de calificación, una tesis y un examen de grado.
También la Facultad ofrece diversos magísteres, diplomados y cursos de formación, tanto en Santiago como en otras ciudades de Chile.

### Programas de intercambio
- Asia:[73]
  -  Universidad Tsinghua
  -  Universidad Yonsei
  -  Universidad de Teherán
  -  Universidad de Jordania
  -  Universidad de Damasco

- Europa:[74]
  -  Universidad de Bonn
  -  Universidad de Friburgo
  -  Universidad de Hannover
  -  Universidad de Heidelberg
  -  Universidad Humboldt de Berlín
  -  Universidad de Copenhague
  -  Universidad de Barcelona
  -  Universidad Carlos III de Madrid
  -  Universidad de Gerona
  -  Universidad de Las Palmas de Gran Canaria
  -  Universidad de Murcia
  -  Universidad Rovira i Virgili
  -  Universidad de Valencia
  -  Instituto Universitario de Investigación José Ortega y Gasset
  -  Universidad de Laponia
  -  Universidad de París I Panthéon-Sorbone
  -  Universidad de París II Panthéon-Assas
  -  Universidad de Utrecht
  -  Universidad de Milán
  -  Universidad de Estocolmo
  -  Universidad de Ginebra

- Latinoamérica:[75]
  -  Universidad de Buenos Aires
  -  Universidad Nacional de Córdoba
  -  Universidad de Brasilia
  -  Universidad Federal de Río Grande del Sur
  -  Universidad del Rosario
  -  Universidad Externado de Colombia
  -  Universidad de Costa Rica
  -  Universidad Autónoma de Nuevo León
  -  Universidad de Guadalajara
  -  Universidad Nacional Autónoma de México
  -  Instituto Tecnológico de México
  -  Universidad Nacional de Asunción

- Norteamérica:[76]
  -  Universidad de Quebec en Montreal
  -  Universidad de Ottawa
  -  American University
  -  Universidad de California en Davis
  -  Universidad de Denver
  -  Universidad Harvard
  -  Universidad Cornell
  -  Universidad de Maryland
  -  Universidad de San Francisco
  -  Universidad Yale
  -  Centro Jurídico Nacional para el Libre Comercio Interamericano
  -  Universidad de Puerto Rico

- Organismos internacionales:[77]
  - Corte Interamericana de Derechos Humanos
  - Secretaría General de la Asociación Latinoamericana de Integración

## Biblioteca

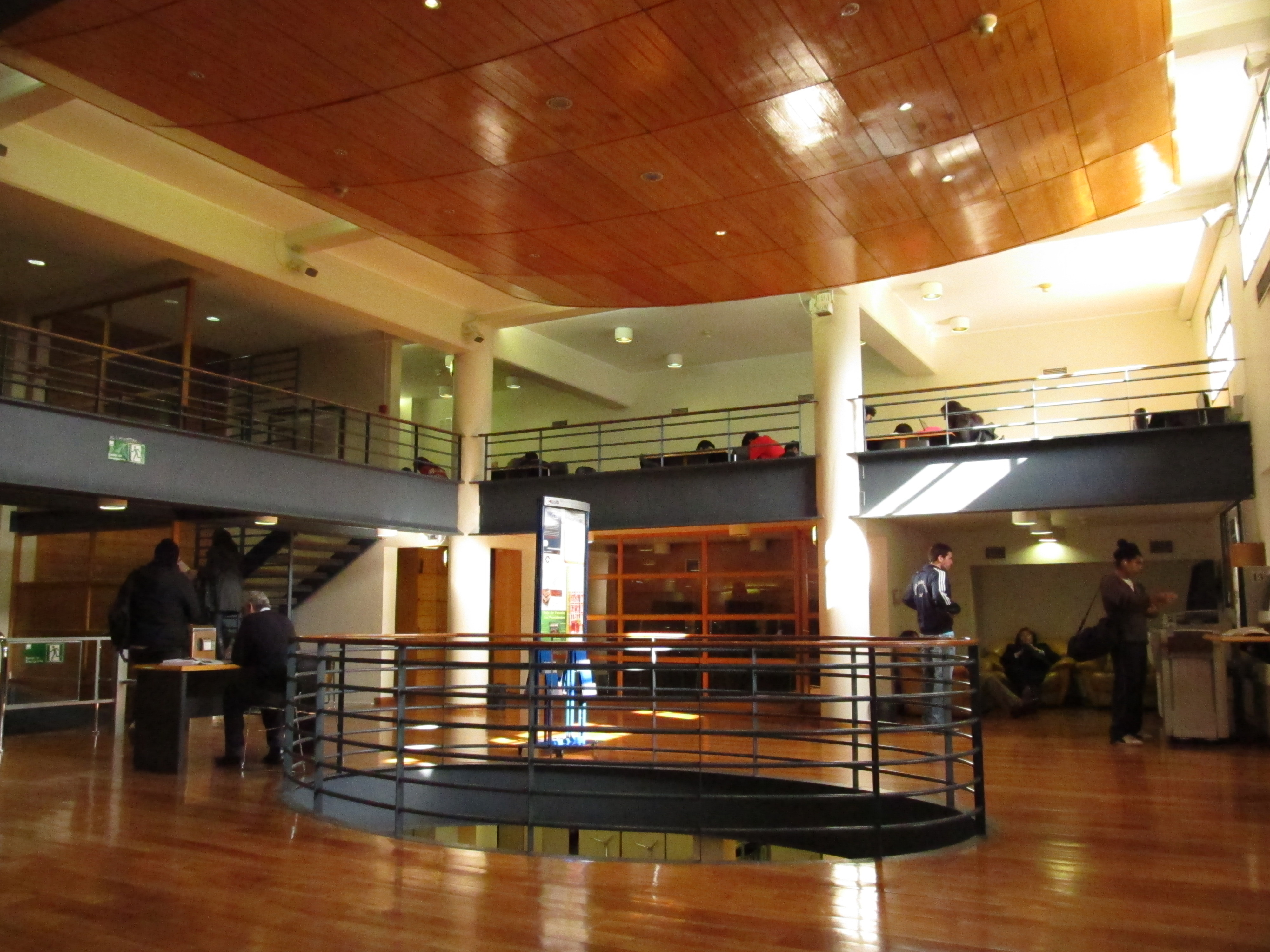
Biblioteca Central de la Facultad de Derecho de la Universidad de Chile.

La Biblioteca Central de la Facultad de Derecho funciona en su espacio físico actual desde 1938, año en que la Escuela se trasladó desde la Casa Central de la Universidad al edificio de la calle Pío Nono. Las instalaciones fueron remodeladas en 1995, con lo que la biblioteca principal quedó conformada por tres niveles, donde hay capacidad para cerca de 300 alumnos, con lugares de estudio, acceso a computadores y sistemas especiales para alumnos no videntes.
Para acceder a la biblioteca se necesita la tarjeta TUI (Tarjeta Universitaria Inteligente). La disponibilidad de los libros está condicionada por el tipo de colección al que se accede. Las colecciones existentes son:
- Colección general: bibliografía básica.
- Colección de reserva: documentos de alta demanda con préstamo controlado.
- Colección de referencia: documentos de consulta rápida, como diccionarios o enciclopedias, videos y diapositivas.
- Colección de tesis: documentos originales presentados para acceder al título de licenciado.
- Publicaciones periódicas: incluye revistas, anuarios, etc.
- Colección histórica: documentos antiguos de alto valor histórico de consulta restringida.

Dentro de estas colecciones de tesis destacan las elaboradas por la activista Elena Caffarena Morice, del expresidente Ricardo Lagos Escobar. Además, la colección histórica cuenta con el Proyecto de Código Civil (1855) de Andrés Bello con anotaciones de Gabriel Ocampo. 
La Biblioteca Marcial Martínez, ubicada en el subterráneo del edificio Santa María, es la de posgrado; posee documentos de alto valor que corresponden a las bibliotecas personales de Marcial Martínez Cuadros, Alamiro de Ávila, Benjamín Cid y Máximo Pacheco Gómez, además de la colección de tesis.

## Difusión e investigación
La Universidad de Chile tiene como uno de sus ejes centrales el impulso de la investigación dentro de las diversas ramas del saber, lo que la ha posicionado como la institución con mayor producción intelectual del país. La Facultad de Derecho ha impulsado instancias de investigación y de difusión de la ciencia jurídica a través de producciones permanentes.
En 2004 se instituyó la Unidad Coordinadora General de Investigación de la Facultad, que busca crear instancias de información y gestión de proyectos, al mismo tiempo que capacitar al recurso humano de la Facultad. Sin embargo, en los últimos años, los estudiantes han denunciado que las instancias de investigación son escasas, uno de los motivos por el cual se realizó la toma de 2009.

### Centros de investigación
Existen cinco centros especializados en diversas áreas del Derecho:
- Centro de Estudios de la Justicia (CEJ)[84]
- Centro de Derecho Ambiental (CDA)[85]
- Centro de Derechos Humanos (CDH)[86]
- Centro de Estudios en Derecho, Tecnología y Sociedad (CE3)[87]
- Centro de Regulación y Competencia  (REGCOM)[88]

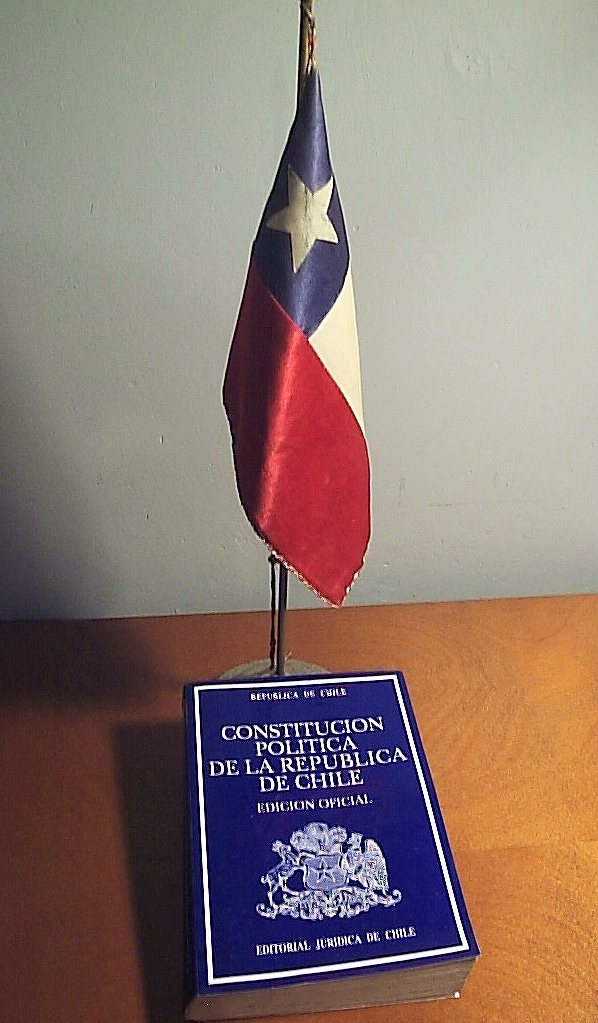
Constitución de 1980, edición de la Editorial Jurídica.

### Editorial Jurídica de Chile
La Editorial Jurídica de Chile, también denominada Editorial Andrés Bello, es una corporación jurídica de derecho público, fundada en 1945 gracias a un acuerdo entre la Facultad y la Biblioteca del Congreso Nacional de Chile (BCN).
El decano de la Facultad ocupa el cargo de presidente de la Editorial, mientras que el resto del Consejo Directivo es ocupado por el contralor general de la República, un representante de la Corte Suprema, un representante del Consejo de Rectores de las Universidades Chilenas, el presidente del Colegio de Abogados de Chile, el director de la Biblioteca del Congreso Nacional y dos representantes del presidente de la República, uno designado por el Ministerio de Justicia y Derechos Humanos y otro designado por el Ministerio de Educación.
Esta editorial tiene la exclusividad en la producción de los códigos oficiales de la República de Chile, además de publicar obras de doctrina y jurisprudencia, como por ejemplo la Revista de Derecho y Jurisprudencia y Gaceta de los Tribunales, existente desde 1903 por iniciativa de Eliodoro Yáñez y de Luis Claro Solar. La Editorial tiene una sucursal al interior de la Facultad de Derecho de la Universidad de Chile, ubicada dentro del "Edificio Los Presidentes".

### Publicaciones
Dentro de la Facultad se gestan una serie de publicaciones dirigidas a diversos ámbitos del Derecho, como por ejemplo:
- Anales de la Facultad (1935-1972, 2004-)[93]
- Revista Chilena de Historia del Derecho (1959-)[94]
- Revista de Derecho Público (1963-)[95]
- Revista de Derecho Procesal (1971-)
- Revista Derecho y Humanidades (1991-)
- Revista de Estudios de la Justicia (2002-)
- Revista Chilena de Derecho Informático (2002-2006)
- Revista de Derecho Ambiental (2003-)
- Anuario de los Derechos Humanos (2005-)
- Revista de Chilena de Derecho y Tecnología (2012-)
- Serie "Publicaciones Doctorado"[96][97]

## Centro de estudiantes

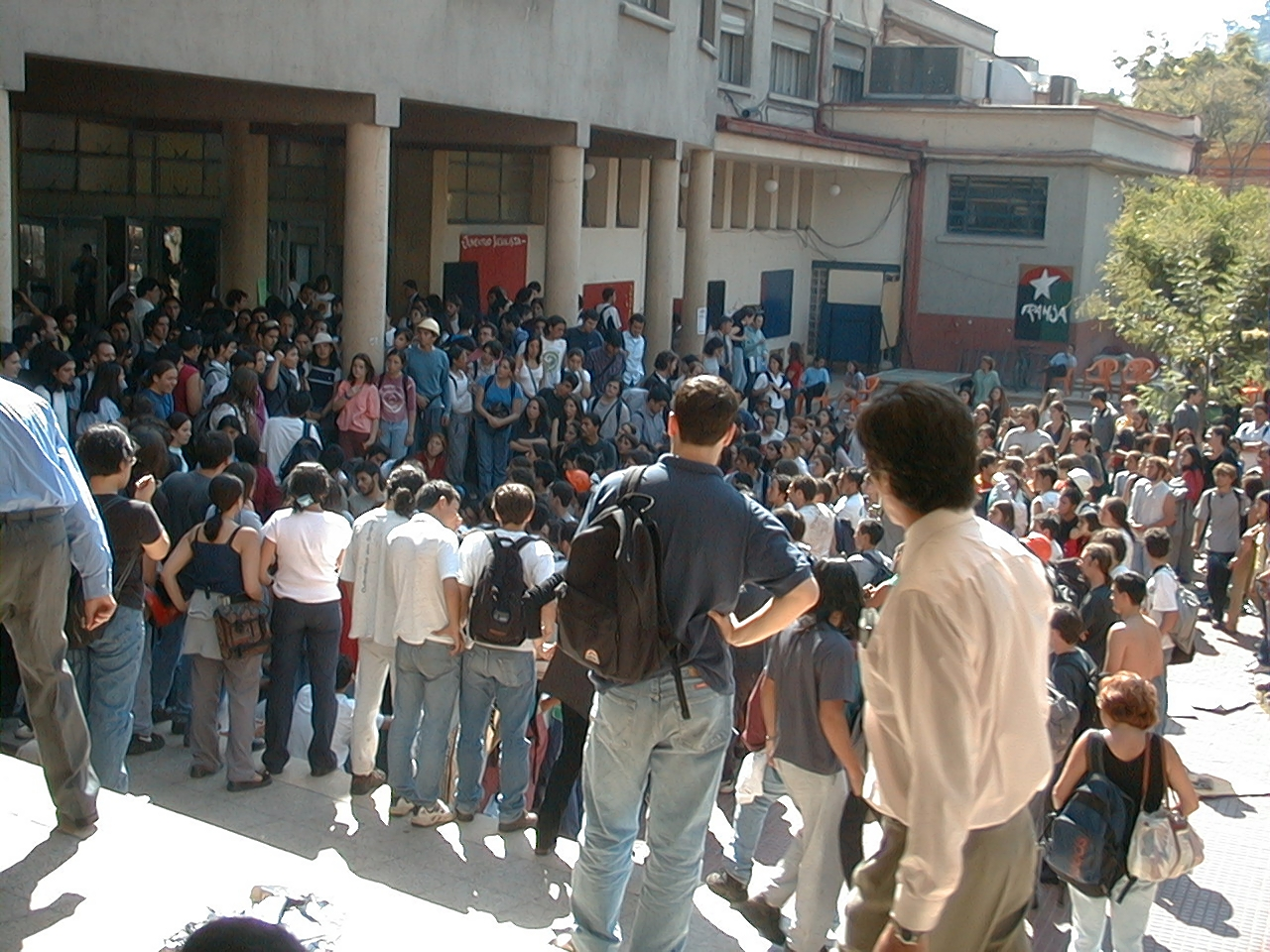
Estudiantes en el patio de la Facultad en 2000.

Los alumnos están representados por el Centro de Estudiantes de Derecho Archivado el 8 de abril de 2016 en Wayback Machine. (CED), adscrito a la Federación de Estudiantes de la Universidad de Chile (FECh). Se organiza con base en una Mesa directiva y un Consejo de representantes, ambos elegidos por sufragio universal estudiantil por el período de un año. Para la Mesa son siete cargos: presidencia, quien representa a la masa estudiantil ante las autoridades universitarias y tiene a su cargo la conducción política del espacio, vicepresidencia, secretaría general, secretaría de bienestar, secretaria de extensión, de comunicaciones y por último, de finanzas. Además pudiendo designar a distintos cargos de confianza de la Presidencia del CED. 

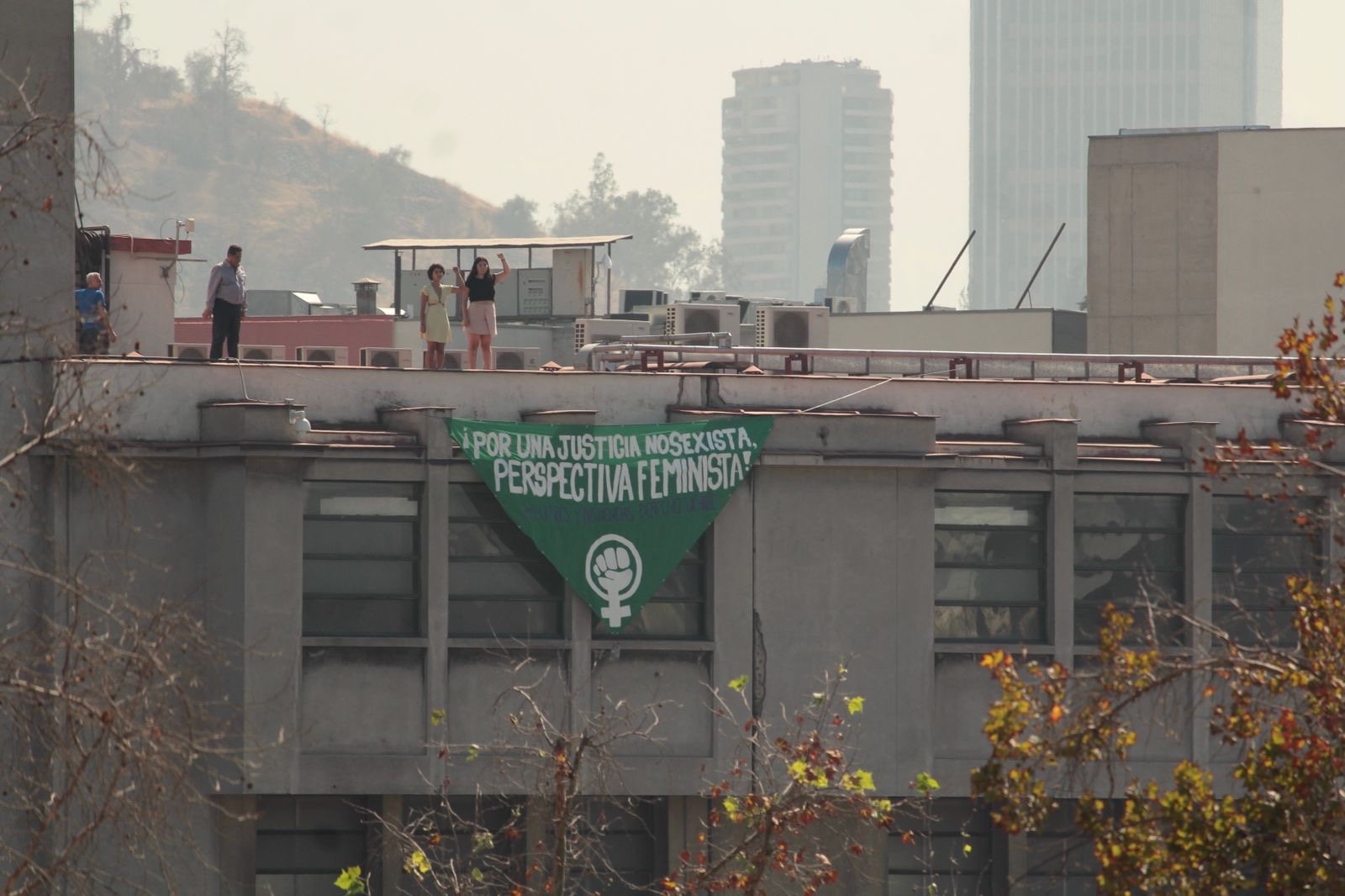
Estudiantes protestando por el Día Internacional de la Mujer Trabajadora en la Facultad, 08 de Marzo del 2023.

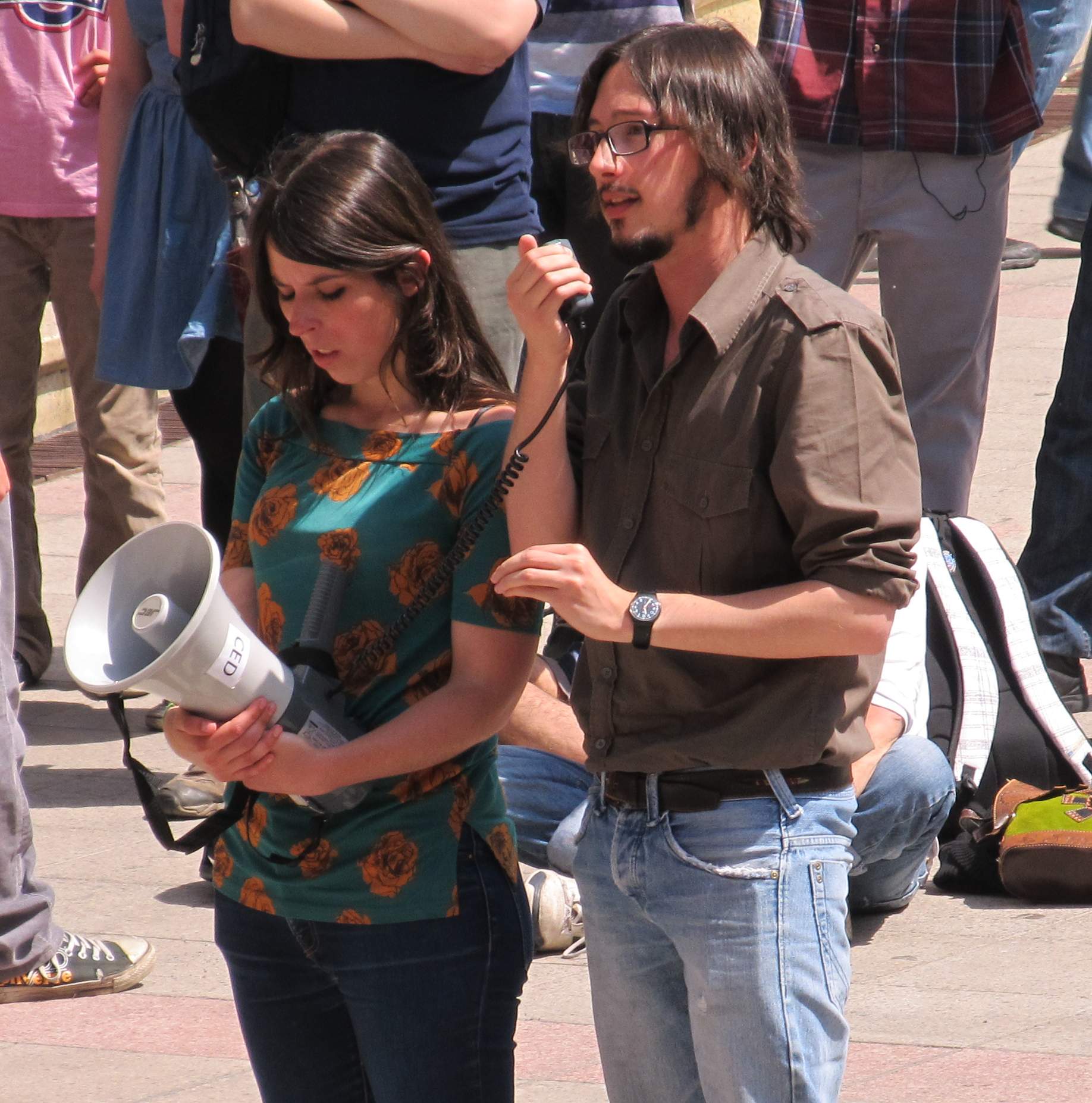
Constanza Martínez, presidenta del CED 2010-2011, junto a Francisco Figueroa, vicepresidente de la FECh en el mismo período.

El Consejo de Representantes  (CDR) se reúne periódicamente. Sus miembros son elegidos por sufragio universal de forma mixta, algunos por cada generación y otros de forma transversal. Es una instancia esencialmente deliberativa, donde se define la posición del Centro de Estudiantes frente a las problemáticas universitarias y muchas veces frente a la política nacional.
Existen las Asambleas de generación, compuestas por todos los miembros de la generación, quienes eligen a sus representantes (delegados) una vez al año y se reúnen para organizar los eventos de cada año y para deliberar sobre los problemas del curso, la situación universitaria o eventualmente la problemática nacional.
La máxima instancia de decisión es la Asamblea general de estudiantes, compuesta por todos los alumnos matriculados en la Facultad. Se reúne solo en forma extraordinaria y funciona mediante quórum de votación.

### Presidentes
El CED durante su historia ha sido encabezado por connotadas figuras de la política nacional, entre ellos, Ricardo Lagos, José Miguel Insulza, Alberto Espina, Andrés Allamand y Jorge Arrate (1962). Pero su cronología ha sido casi un misterio, ya que no se ha logrado realizar una que incluya toda su historia. A continuación una lista de los presidentes del Centro de Estudiantes de Derecho desde 1983, año en que se restableció la organización estudiantil de la Universidad durante el régimen militar, mediante la autodisolución de la oficialista Fecech, la refundación de la FECh y de los centros de alumnos de cada facultad:
| \| Período \| Presidente(a) \| Movimiento \| \| --------- \| ------------------------------ \| ------------------------------- \| \| 1983-1984 \| Yerko Ljubetic \| DCU \| \| 1984-1985 \| Carlos Saffirio \| DCU \| \| 1985-1986 \| Ángel Domper \| DCU \| \| 1986-1987 \| Luis Lizama \| DCU \| \| 1987-1988 \| Pablo Jaeger \| DCU \| \| 1988-1989 \| Alejandro Soto \| DCU \| \| 1989-1990 \| Guillermo de la Jara \| DCU \| \| 1990-1991 \| Sergio Espejo \| DCU \| \| 1991-1992 \| Eduardo Atala \| JS \| \| 1992-1993 \| Patricia Roa \| JS \| \| 1993-1994 \| Jorge Zúñiga \| JS \| \| 1994-1995 \| Jimmy Rojas \| JPPD \| \| 1995-1996 \| Gabriel Reyes \| DCU \| \| 1996-1997 \| Claudio Márquez \| JS \| \| 1997-1998 \| Pablo Bussenius \| JS \| \| 1998-1999 \| Pablo Bussenius \| JS \| \| 1999-2000 \| Jorge Gómez Oyarzo \| DCU \| \| 2000-2001 \| Rachid Majluf \| JS \| \| 2001-2002 \| Rodolfo Cornejo \| Estudiantes de Izquierda + JJCC \| \| 2002-2003 \| José Palma \| Ind. \| \| 2003-2004 \| Alex Shnacke \| JPPD \| \| 2004-2005 \| Matías Meza-Lopehandía \| Estudiantes Autónomos \| \| 2005-2006 \| Servando Omerovich \| JS \| \| 2006-2007 \| Ramón Sepúlveda \| U Social \| \| 2007-2008 \| José Luis Corvalán \| DCU \| \| 2008-2009 \| Gabriel Boric \| IA \| \| 2009-2010 \| Amanda Gaete \| JS \| \| 2010-2011 \| Constanza Martínez \| Arrebol \| \| 2011-2012 \| Esteban Miranda \| IA \| \| 2012-2013 \| Gabriel Ossandón \| JS \| \| 2013-2014 \| Álvaro Valenzuela \| «Retrocedamos» \| \| 2014-2015 \| Leonardo Jofré \| Actuar Colectivo \| \| 2015-2016 \| Ximena Peralta \| IA \| \| 2016-2017 \| Pedro Saavedra (Ind.) \| Sigue Derecho! \| \| 2017-2018 \| Juan Cristóbal Cantuarias (JS) \| Unidos Podemos (JS + JJCC) \| \| 2018-2019 \| Paula Astudillo (JS) \| Unid@s Podemos (JS + JJCC) \| \| 2019-2020 \| Vicente Bustos (CS) \| Frente Amplio (CS) \| \| 2020-2021 \| Miguel Astudillo (REU) \| Reunamos \| \| 2021-2022 \| Camila Requena (REU) \| Reunamos \| \| 2022-2023 \| Josefa Fernández (JJCC) \| Sacar la Voz (JJCC + Ind.) \| \| 2023-2024 \| Agustina Melo (JS) \| Nueva Escuela (JS + P1) \| |                                |                                 |
| Período | Presidente(a)                  | Movimiento                      |
| 1983-1984 | Yerko Ljubetic                 | DCU                             |
| 1984-1985 | Carlos Saffirio                | DCU                             |
| 1985-1986 | Ángel Domper                   | DCU                             |
| 1986-1987 | Luis Lizama                    | DCU                             |
| 1987-1988 | Pablo Jaeger                   | DCU                             |
| 1988-1989 | Alejandro Soto                 | DCU                             |
| 1989-1990 | Guillermo de la Jara           | DCU                             |
| 1990-1991 | Sergio Espejo                  | DCU                             |
| 1991-1992 | Eduardo Atala                  | JS                              |
| 1992-1993 | Patricia Roa                   | JS                              |
| 1993-1994 | Jorge Zúñiga                   | JS                              |
| 1994-1995 | Jimmy Rojas                    | JPPD                            |
| 1995-1996 | Gabriel Reyes                  | DCU                             |
| 1996-1997 | Claudio Márquez                | JS                              |
| 1997-1998 | Pablo Bussenius                | JS                              |
| 1998-1999 | Pablo Bussenius                | JS                              |
| 1999-2000 | Jorge Gómez Oyarzo             | DCU                             |
| 2000-2001 | Rachid Majluf                  | JS                              |
| 2001-2002 | Rodolfo Cornejo                | Estudiantes de Izquierda + JJCC |
| 2002-2003 | José Palma                     | Ind.                            |
| 2003-2004 | Alex Shnacke                   | JPPD                            |
| 2004-2005 | Matías Meza-Lopehandía         | Estudiantes Autónomos           |
| 2005-2006 | Servando Omerovich             | JS                              |
| 2006-2007 | Ramón Sepúlveda                | U Social                        |
| 2007-2008 | José Luis Corvalán             | DCU                             |
| 2008-2009 | Gabriel Boric                  | IA                              |
| 2009-2010 | Amanda Gaete                   | JS                              |
| 2010-2011 | Constanza Martínez             | Arrebol                         |
| 2011-2012 | Esteban Miranda                | IA                              |
| 2012-2013 | Gabriel Ossandón               | JS                              |
| 2013-2014 | Álvaro Valenzuela              | «Retrocedamos»                  |
| 2014-2015 | Leonardo Jofré                 | Actuar Colectivo                |
| 2015-2016 | Ximena Peralta                 | IA                              |
| 2016-2017 | Pedro Saavedra (Ind.)          | Sigue Derecho!                  |
| 2017-2018 | Juan Cristóbal Cantuarias (JS) | Unidos Podemos (JS + JJCC)      |
| 2018-2019 | Paula Astudillo (JS)           | Unid@s Podemos (JS + JJCC)      |
| 2019-2020 | Vicente Bustos (CS)            | Frente Amplio (CS)              |
| 2020-2021 | Miguel Astudillo (REU)         | Reunamos                        |
| 2021-2022 | Camila Requena (REU)           | Reunamos                        |
| 2022-2023 | Josefa Fernández (JJCC)        | Sacar la Voz (JJCC + Ind.)      |
| 2023-2024 | Agustina Melo (JS)             | Nueva Escuela (JS + P1)         |

### Centro de egresados
El año 2010 se creó, bajo el alero de la Fundación Facultad de Derecho, el Centro de Egresados de la Facultad de Derecho de la Universidad de Chile (CEDU) cuyo objeto es reunir a todos los exalumnos de la facultad.

## Vida universitaria

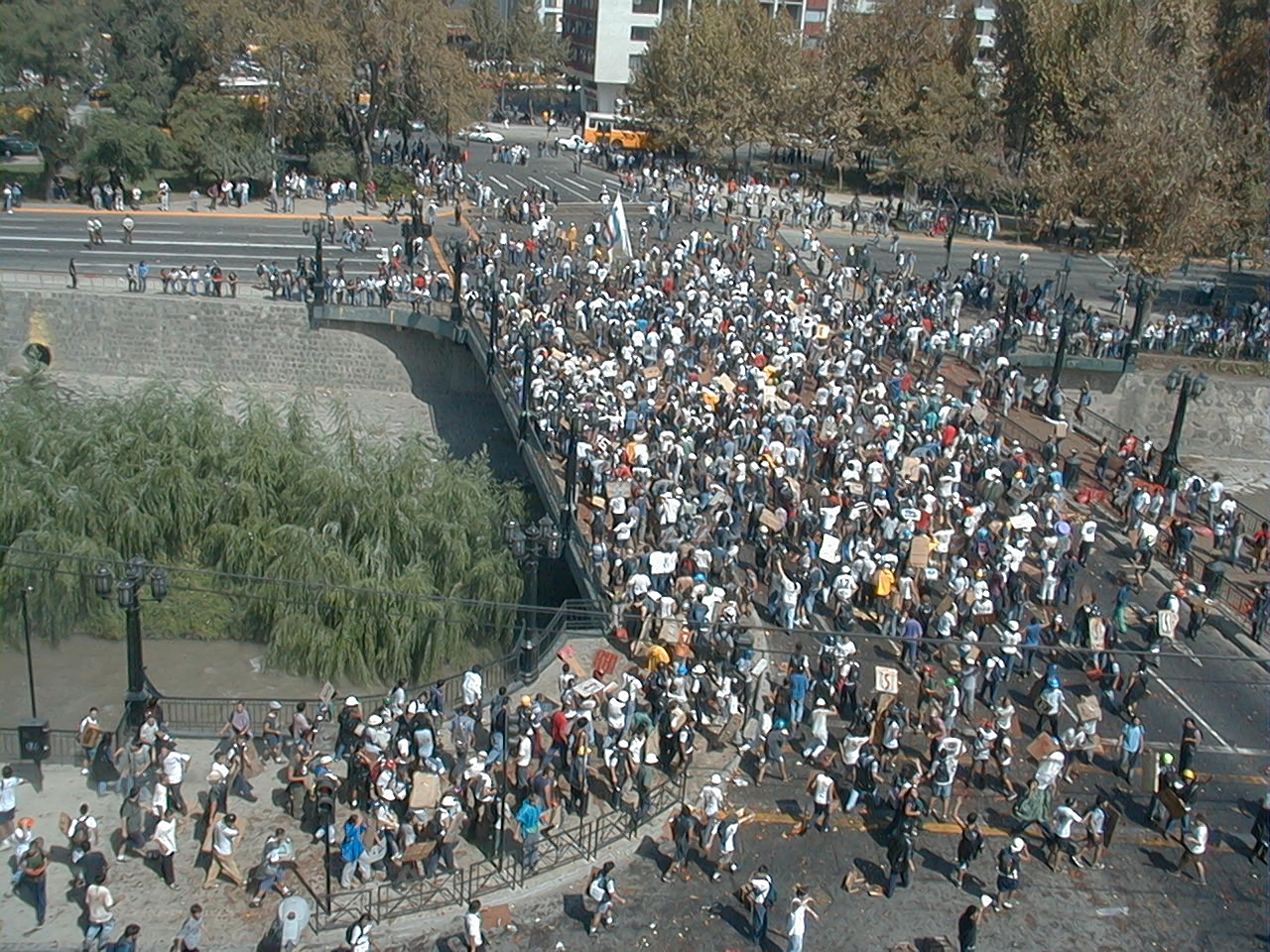
«Guerra en el Puente Pío Nono» del año 2000, última oportunidad en que se enfrentaron alumnos novatos ("mechones") de Derecho e Ingeniería de la Universidad de Chile.

La Facultad tiene una intensa actividad durante todo el año, además de las actividades oficiales de la facultad como seminarios y foros, existen una serie de instancias promovidas por el Centro de Estudiantes (CED) y por los estudiantes en general. El activismo político es una de estas formas de participación del alumnado, que se refleja en las elecciones generales que se realizan tanto de forma interna de la Facultad, como para elegir a la directiva de la Federación de Estudiantes (FECh). En cada una de estas oportunidades diversos movimientos políticos realizan campaña dentro de la Facultad, dentro de los que se incluyen tanto divisiones juveniles de los partidos políticos establecidos como movimientos independientes.
Dentro del año existen instancias de esparcimiento y celebraciones que ya se han tornado tradicionales dentro de la Facultad. La primera de ellas es la semana de bienvenida a los nuevos alumnos que ingresan a la carrera, conocidos como «mechones». Dentro de esta «semana mechona», que por lo general es la primera quincena de marzo, los nuevos alumnos pasaban por un rito de paso llamado el «mechoneo», que preparaban los estudiantes de segundo año. Esta práctica fue eliminada el año 2016 por ser considerada denigrante para los estudiantes También existen dos paseos, uno organizado por el CED y otro de la FECh, que solían realizarse en el balneario de Cartagena y que actualmente se hacen en la playa de El Tabo, Región de Valparaíso.   Otra de las tradiciones que se realizaban durante la «semana mechona» era un enfrentamiento de los alumnos novatos de la Facultad de Derecho con los de la Facultad de Ciencias Físicas y Matemáticas de la Universidad de Chile en el Puente Pío Nono, pero que fue cancelada el 2000 por los incidentes que ese año se provocaron, incluyendo alumnos heridos y daños al Edificio Central de la Escuela de Derecho, avaluados en 3,5 millones de pesos.
Otras fiestas clásicas son la semana de celebración de los alumnos de tercer año, conocida como «el ombligo» —en referencia a estar en la mitad de la carrera—. A eso se debe sumar las fiestas tradicionales que organiza el Centro de Estudiantes como la fonda realizada en los días previos a las Fiestas Patrias, y la «Fiesta de la Primavera», tradición de los años 1960 retomada en el 2004.
Los estudiantes también construyeron una wiki dedicada exclusivamente a la Facultad, donde se aportaban datos académicos y misceláneos de profesores y autoridades y compartían documentos de apoyo para el estudio, llamada Wikiderecho. Sin embargo, tras la toma de la Facultad ocurrida en 2009, esta fue cerrada por decisión de sus administradores, y paralelo a ello surgió otra wiki, Wikibello, que reprodujo gran parte de los contenidos de la anterior página.

## Premios
En la Facultad de Derecho se otorgan diversas distinciones a sus alumnas y alumnos más destacados, entre los que cabe mencionar:
- Premio Pedro Nicolás Montenegro, al mejor alumno egresado de cada promoción anual.
- Premio Editorial Legis Chile, para los mejores alumnos de los ciclos de Derecho Tributario, Laboral y Comercial.
- Premio Editorial Jurídica de Chile, a los mejores alumnos de cada curso.
- Premio Philippi, Yrarrázaval, Pulido & Brunner, entregado por dicho estudio jurídico a los mejores alumnos del ciclo de Derecho Civil.
- Premio Manuel Egidio Ballesteros, entregado a la mejor memoria de pregrado del Departamento de Derecho Procesal.
- Premio Francisco Orrego Vicuña, entregado al egresado más destacado de las disciplinas del Derecho Internacional.
- Premio Ximena Gutiérrez Rosa, entregado a la mejor memoria de pregrado del Departamento de Derecho del Trabajo y Seguridad Social.
- Premio Juan Bustos Ramírez, entregado a la mejor memoria de pregrado del Departamento de Derecho Penal.

## Percepción pública
La Facultad de Derecho de la Universidad de Chile siempre ha sido considerada como una de las mejores del país, tanto por su tradición histórica como por el nivel de sus egresados. A pesar de que en Chile no hay estudios académicos objetivos acerca de las facultades de Derecho, existen publicaciones que intentan hacer rankings de tono más subjetivo con base en estadísticas o a percepción pública. La más conocida es la publicación anual de la revista Qué Pasa, donde la Facultad año a año ha disputado el primer lugar con su símil de la Pontificia Universidad Católica de Chile.
El diario El Mercurio consultó en 2007 cuáles eran las mejores Universidades para estudiar Derecho, y un 86 % nombró a la Universidad de Chile, quedando en primer lugar de las preferencias. El mismo año un estudio publicado por el sitio web Laborum.com reveló que el 54 % de las empresas preferían abogados egresados de la Universidad de Chile, mientras que la universidad que le seguía obtuvo el 29 % de las preferencias.

## Galería de imágenes

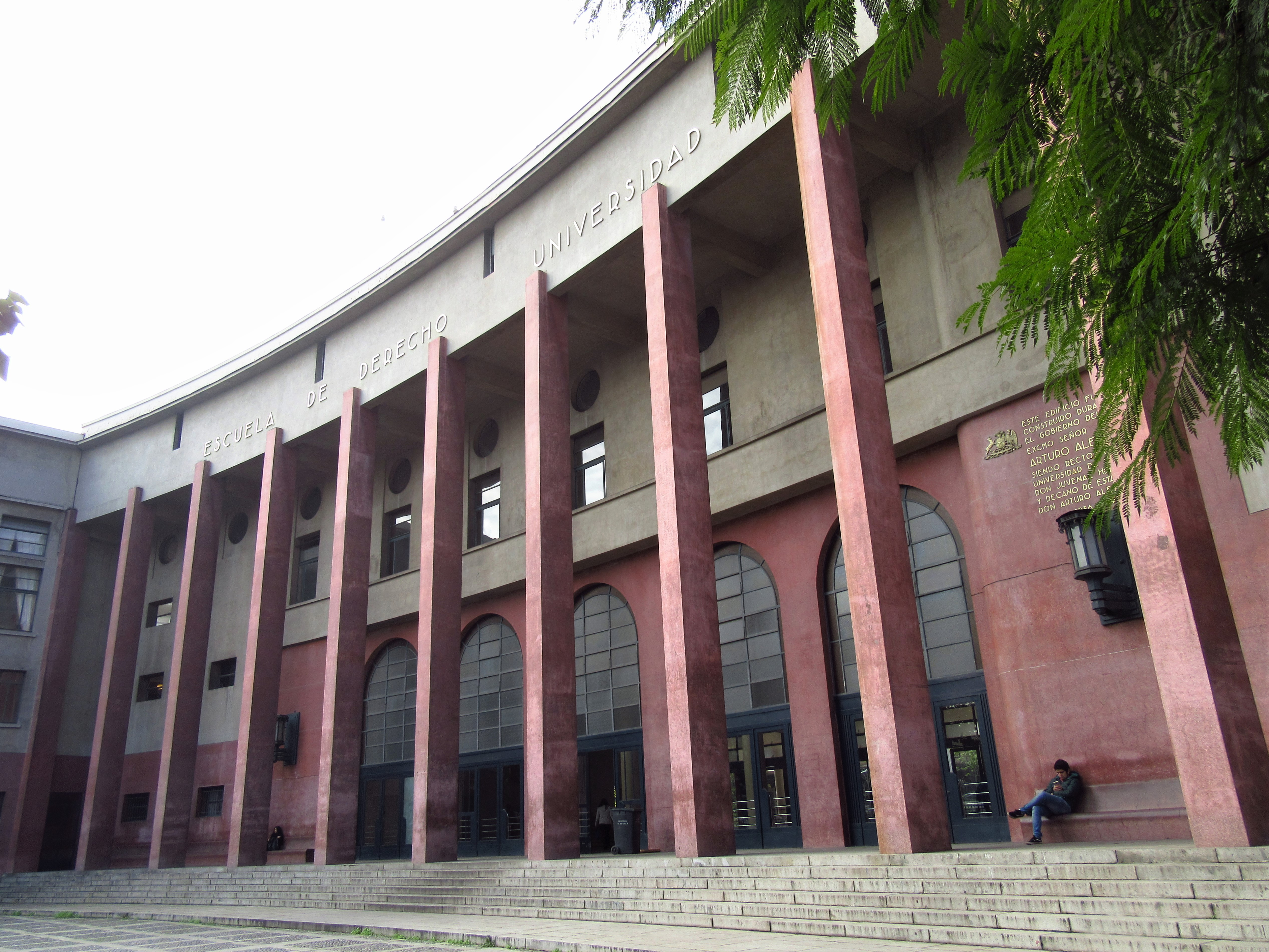
Fachada de la Facultad.
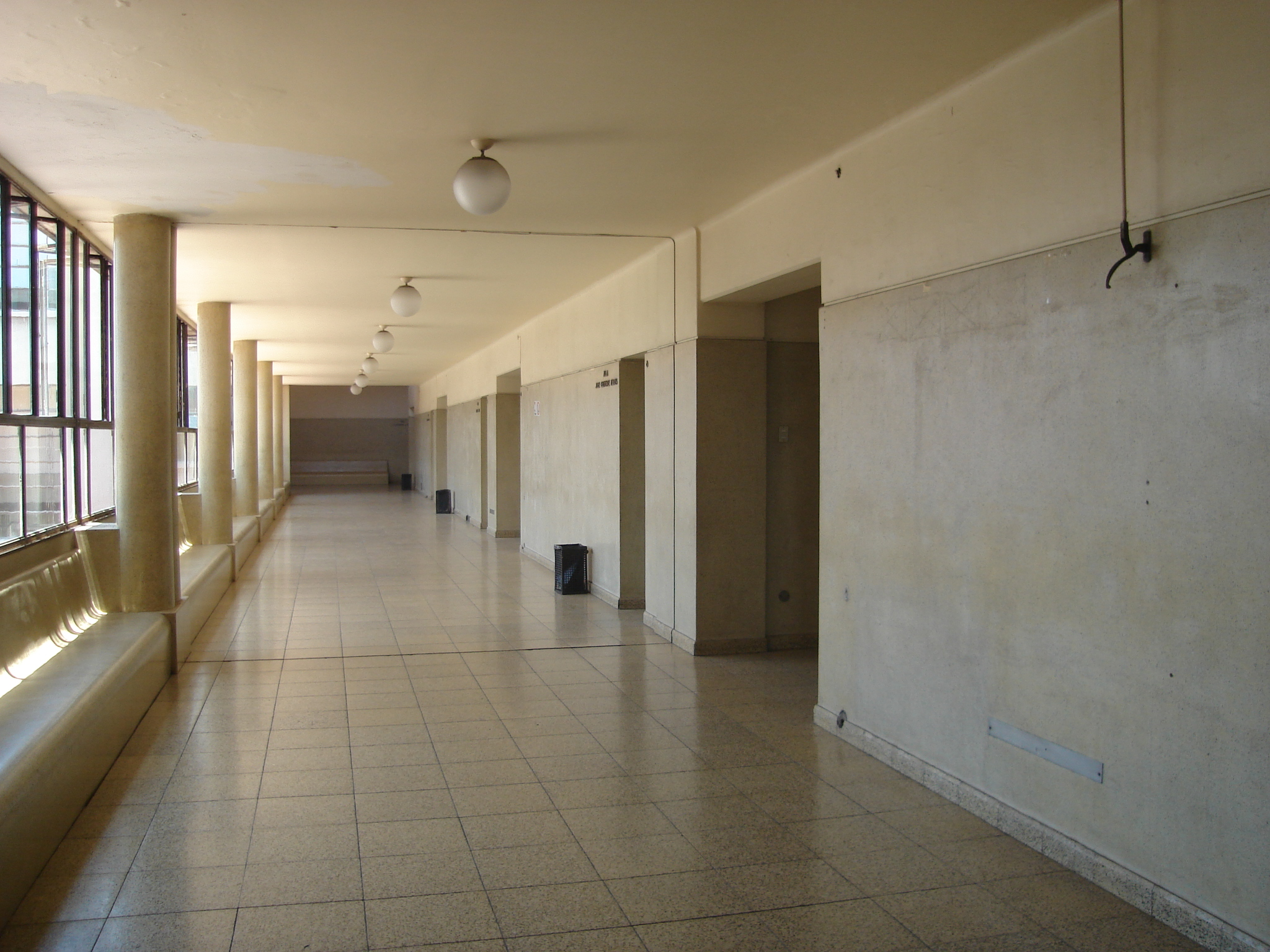
Pasillo del edificio central de la Facultad de Derecho.
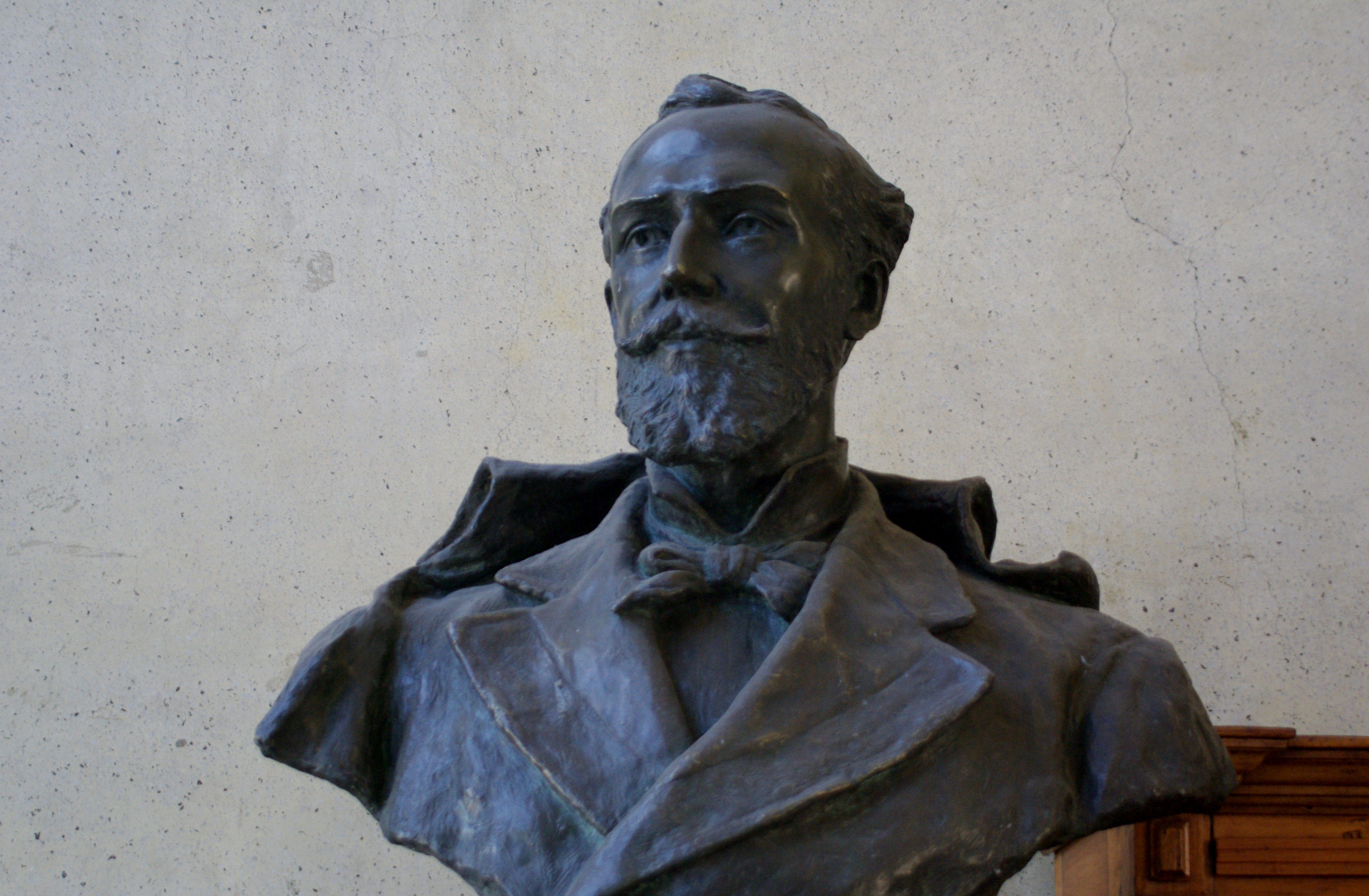
Busto del rector Jorge Huneeus Zegers en la Facultad.
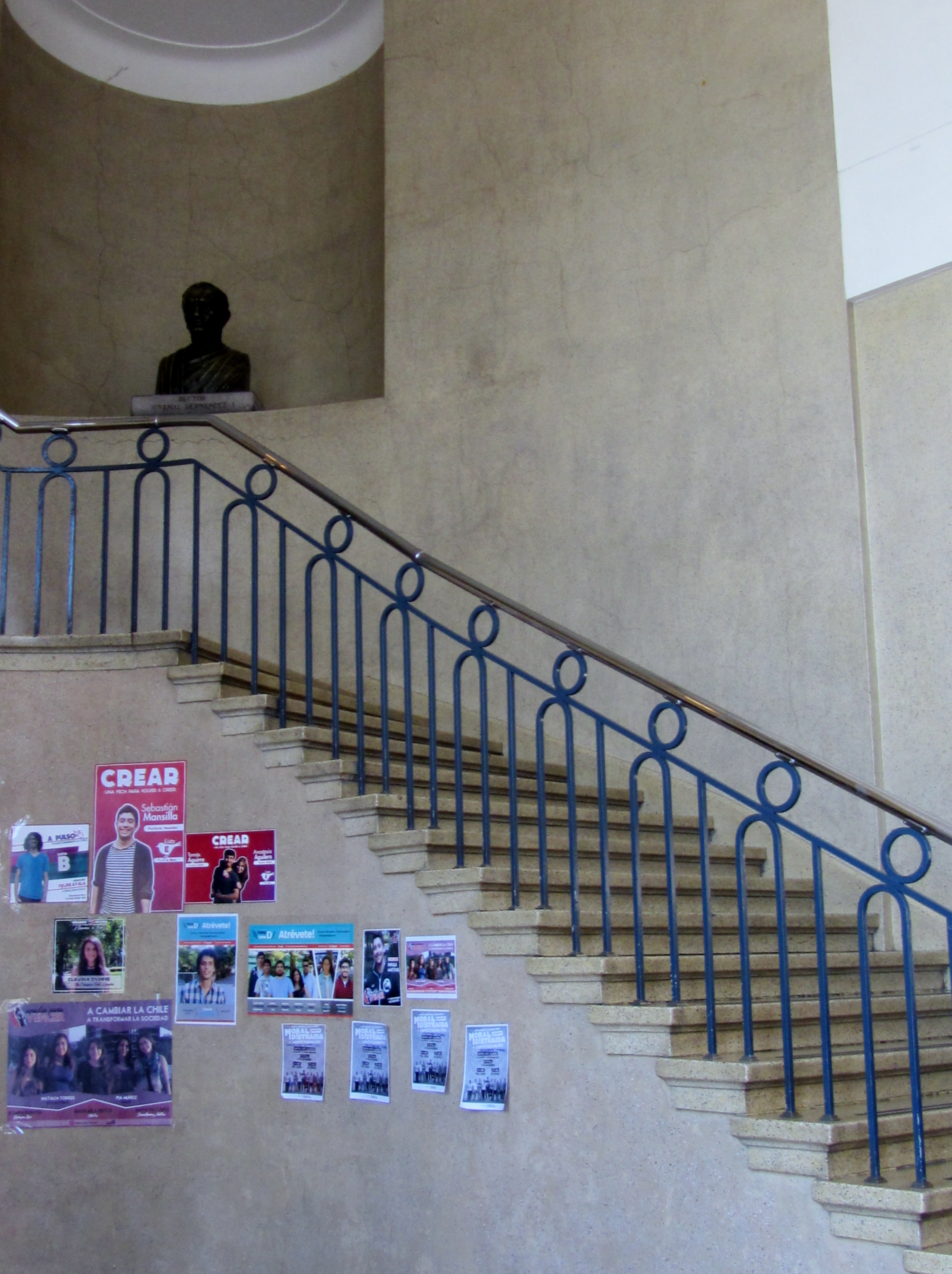
Escalera con propaganda electoral.
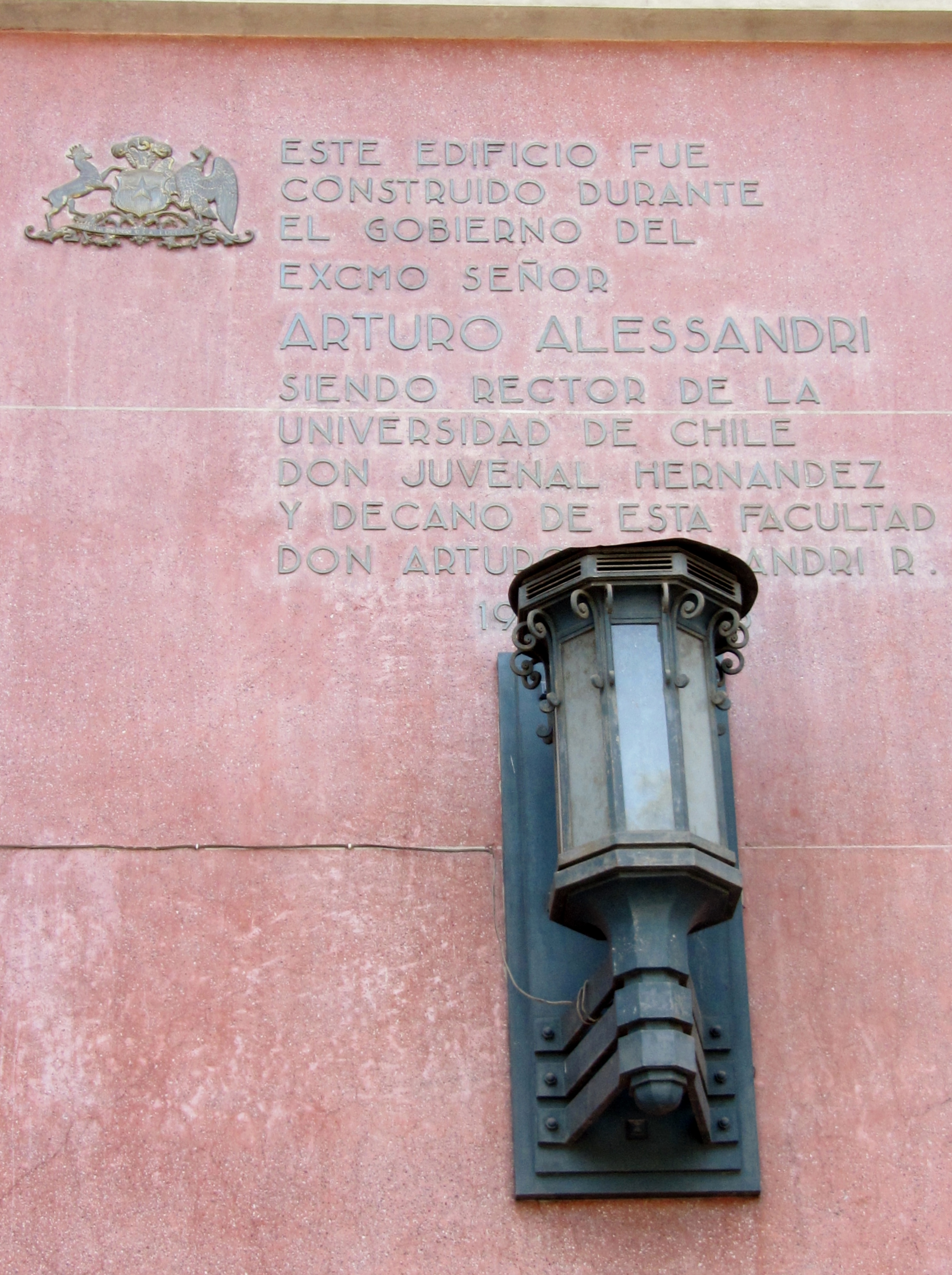
Placa conmemorativa de la construcción del edificio.
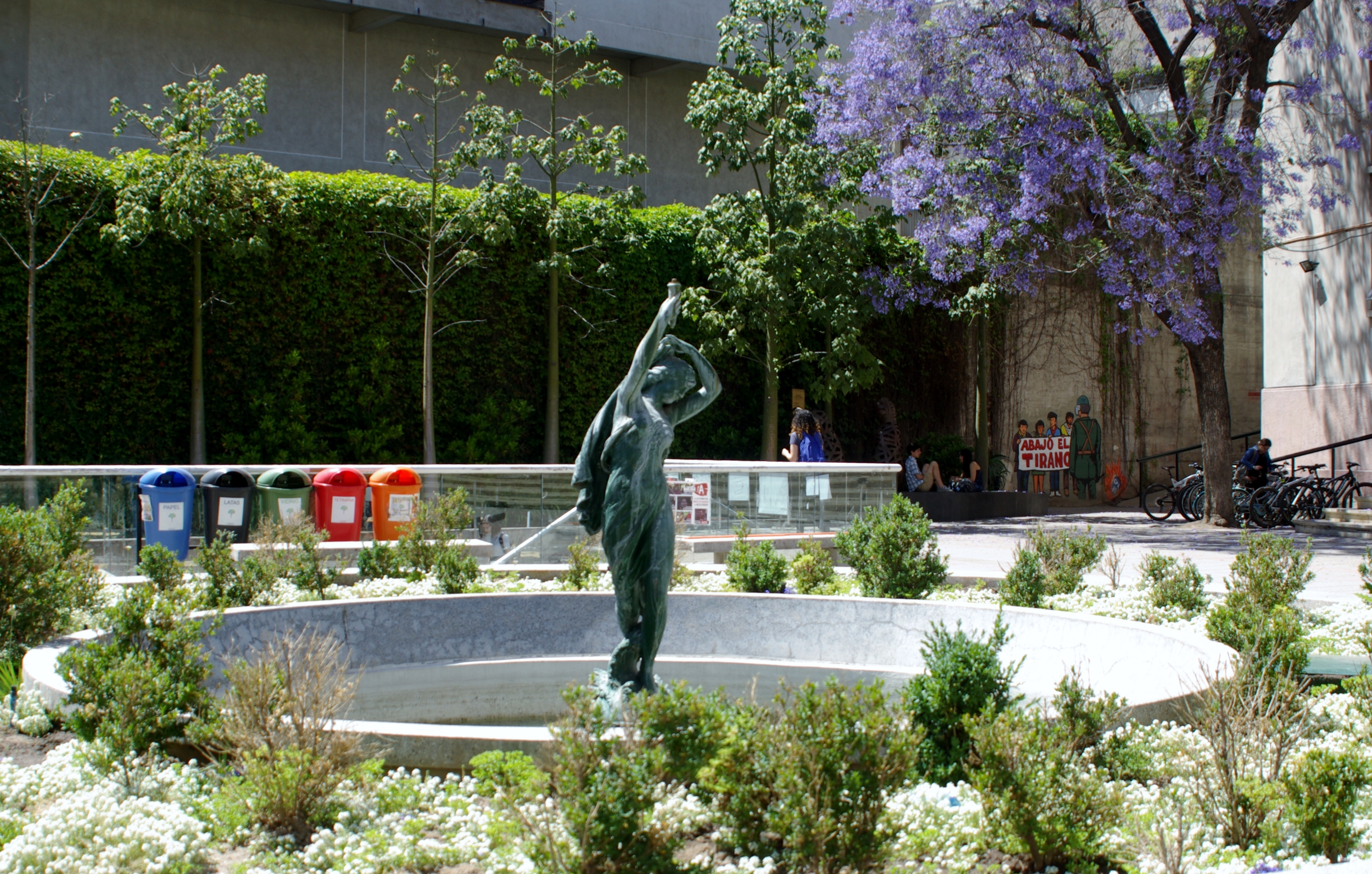
Pileta ubicada en el patio.
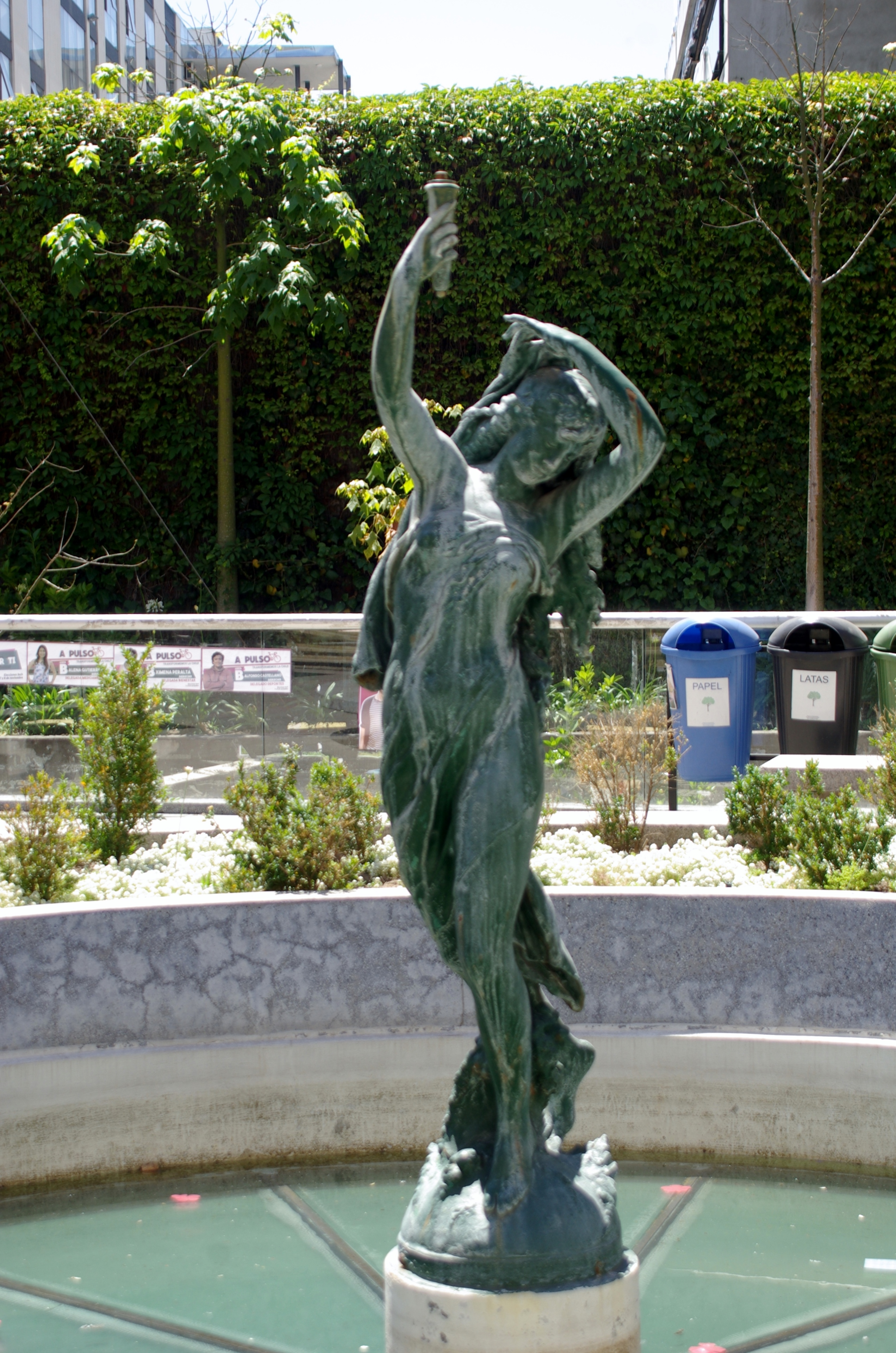
La escultura de la fuente.
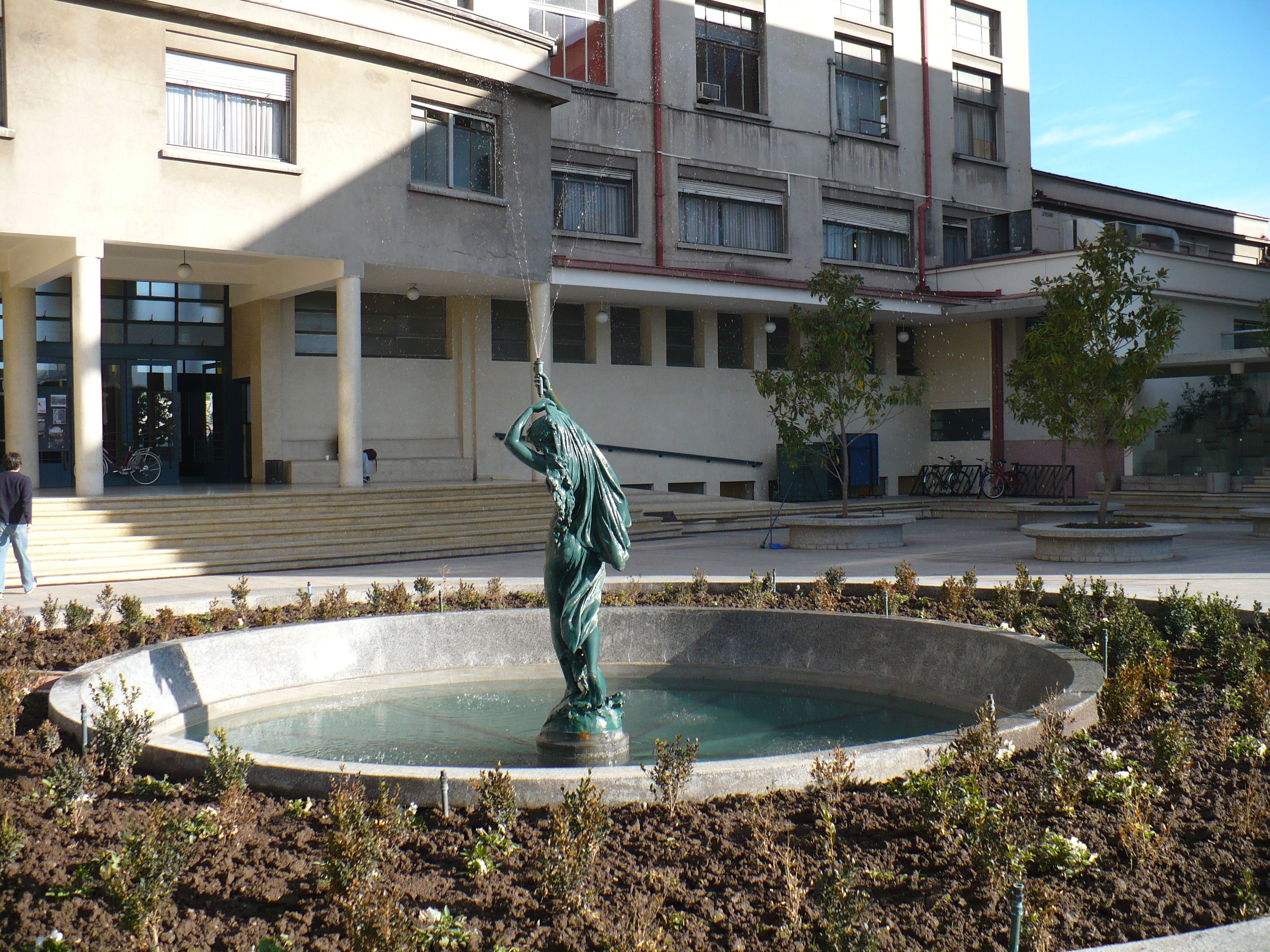
La fuente funcionando.
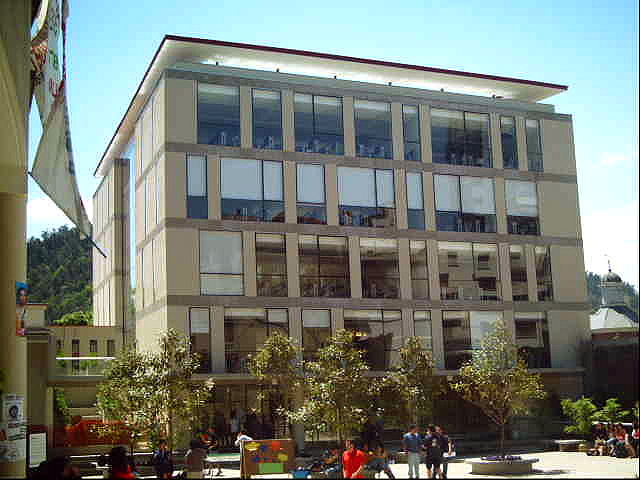
Edificio de los Presidentes, inaugurado en 2007. Obra de Marsino Arquitectos Asociados.
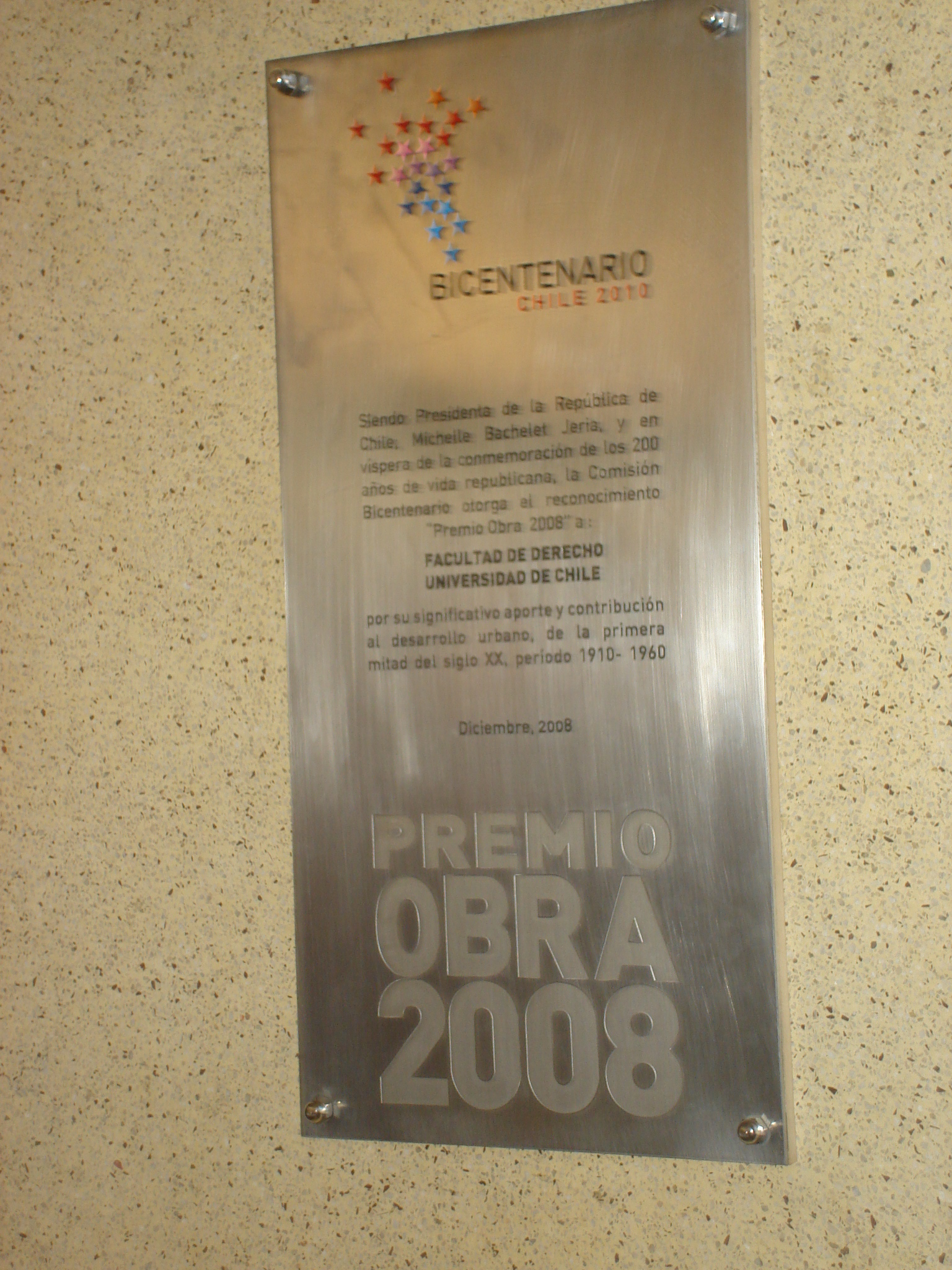
Placa conmemorativa del premio Obra 2008 al edificio de la Facultad.
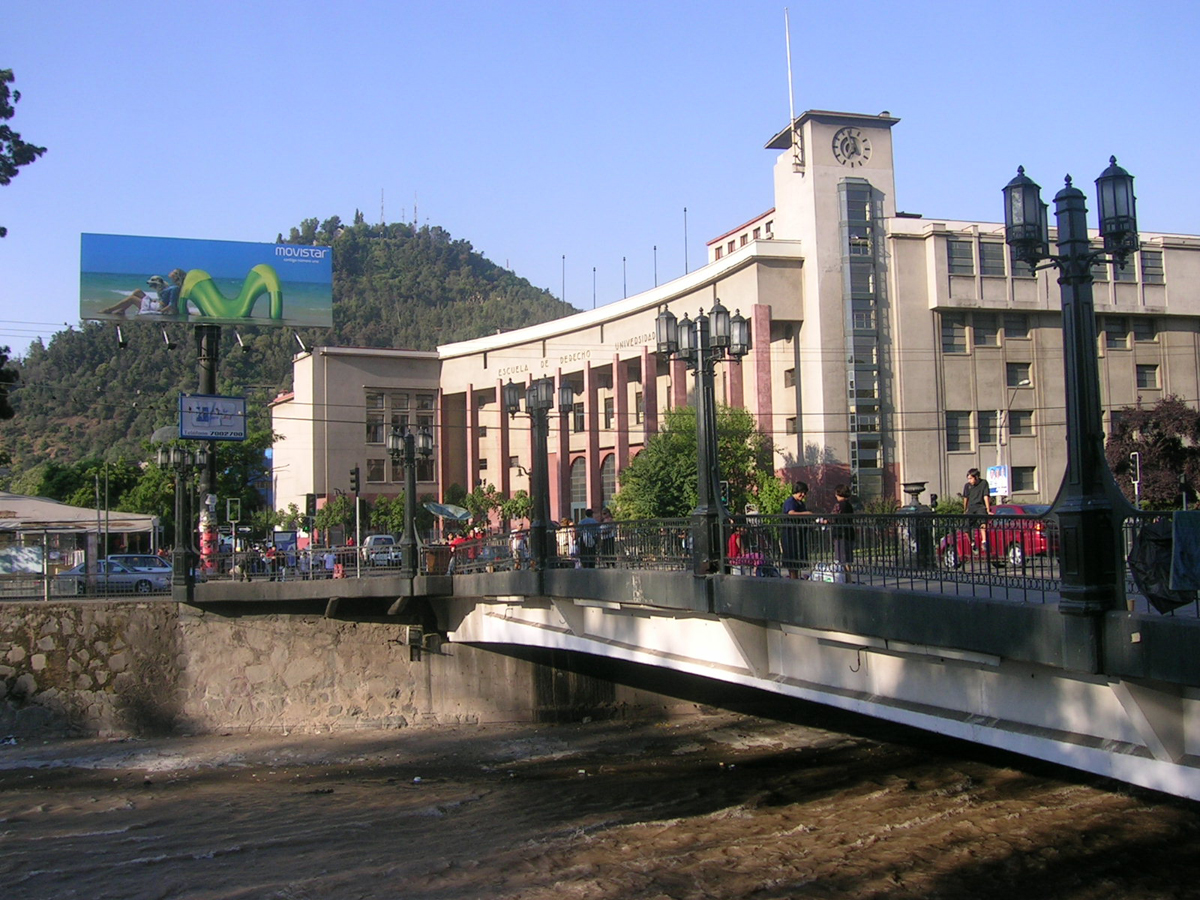
Facultad desde la ribera sur del río Mapocho.
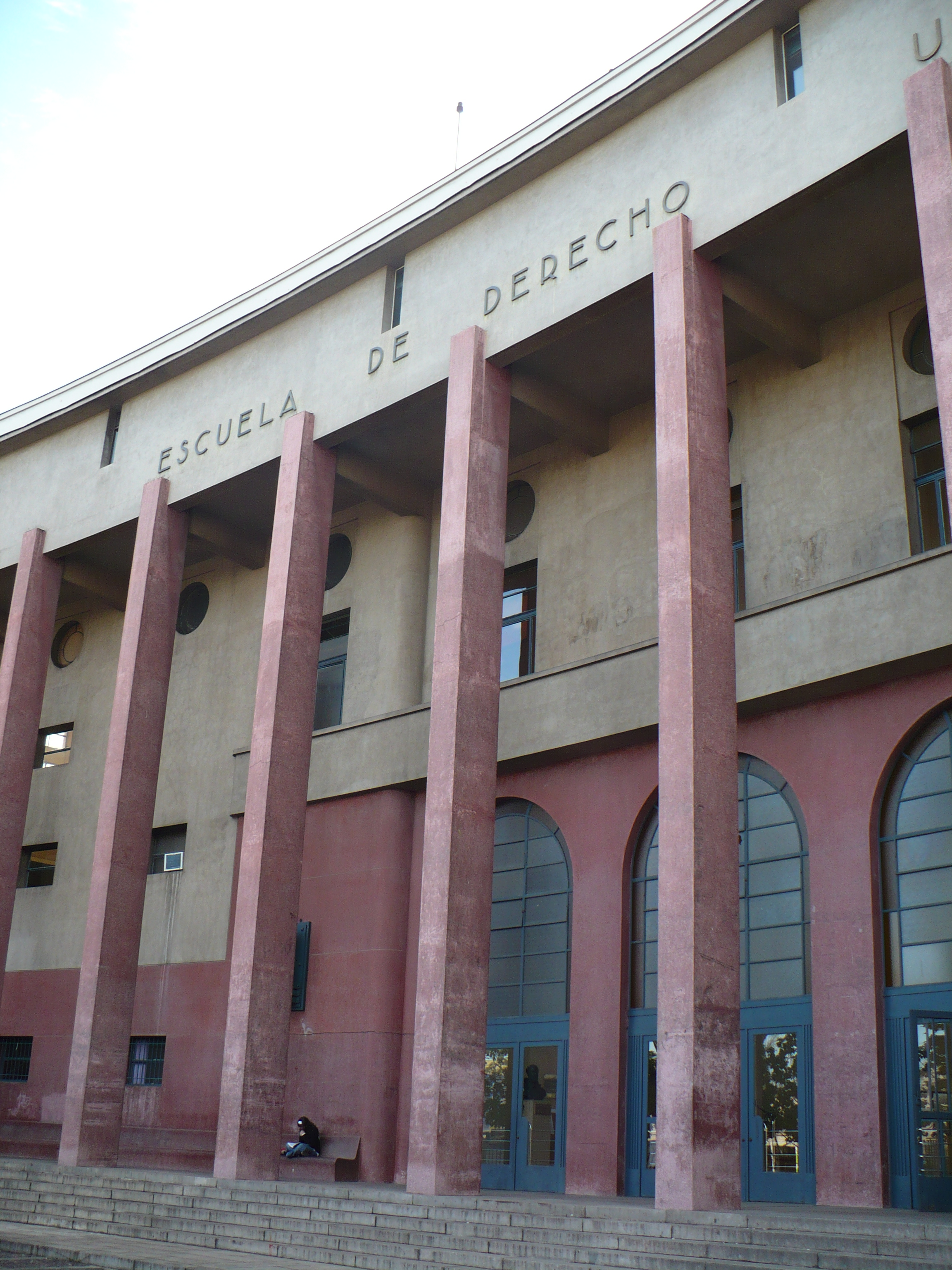
Entrada principal a la Facultad.
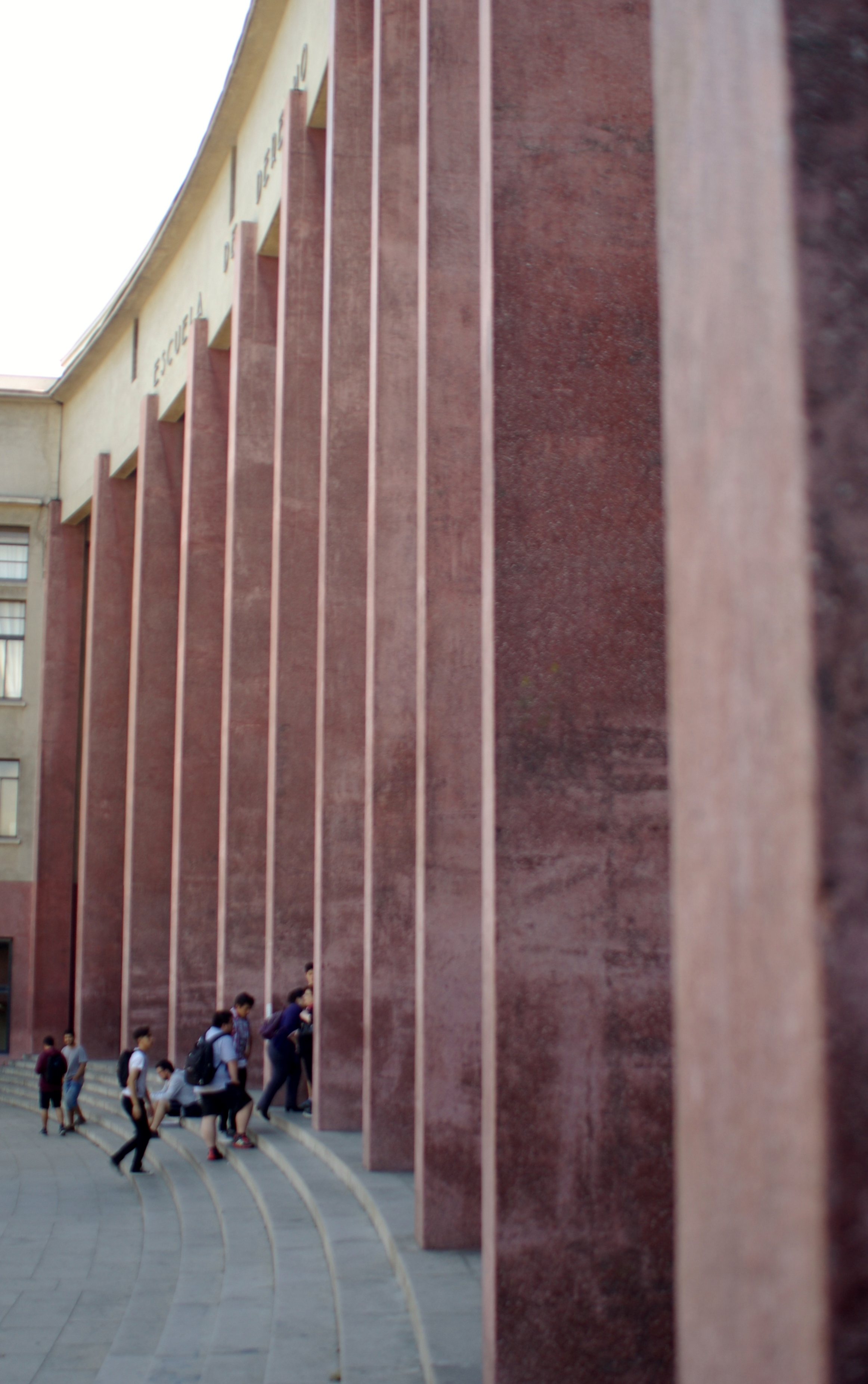
Columnata de la fachada.
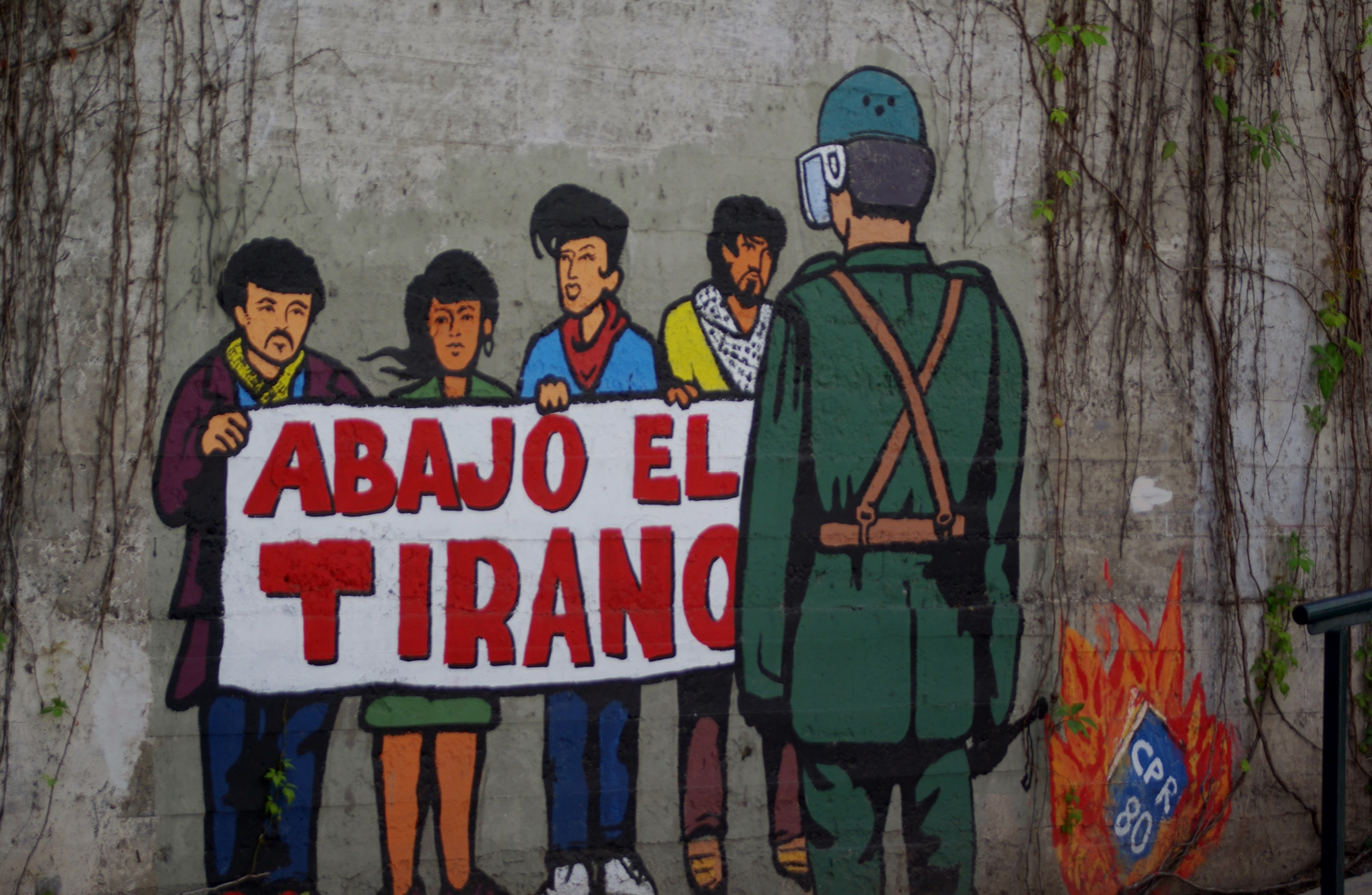
Grafiti político en el patio.
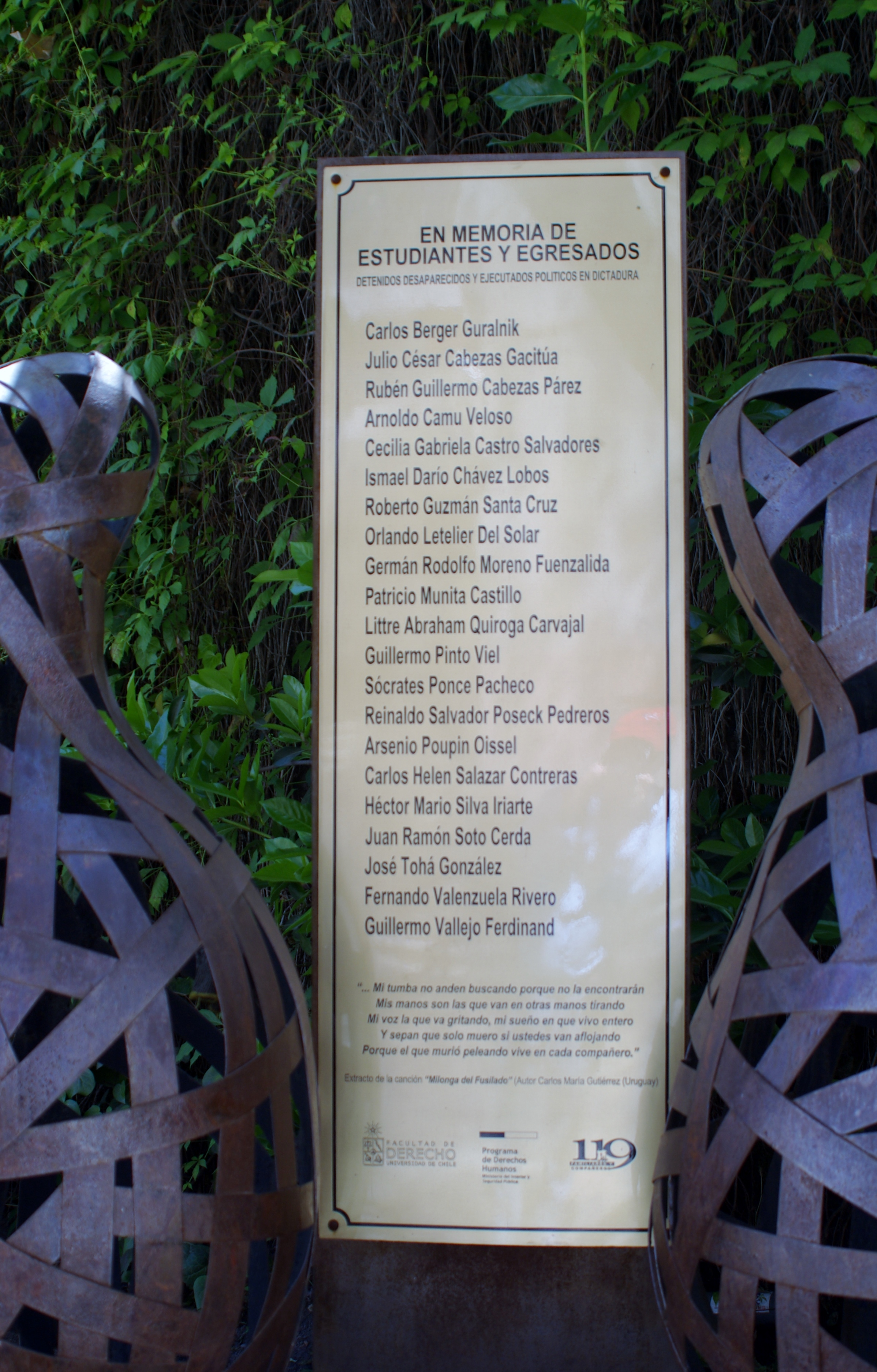
Placa del memorial a las víctimas de la dictadura militar.
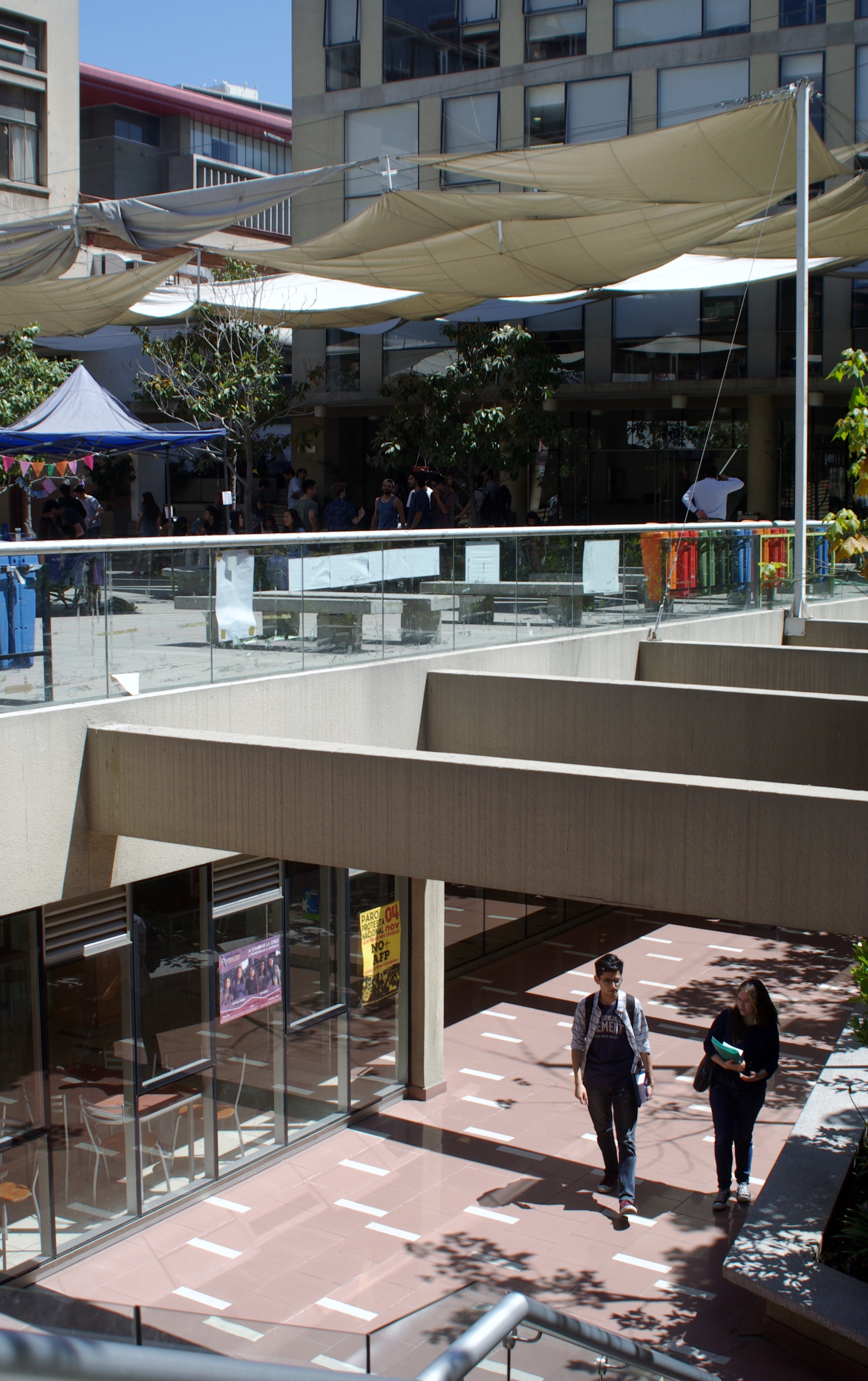
Vista parcial de la planta bajo nivel.